# Аякс (Амстердам)
У Вікіпедії є статті про інші спортивні клуби з назвою Аякс (значення)
«Ая́кс» (нід. Amsterdamsche Football Club Ajax) — професіональний нідерландський футбольний клуб з Амстердаму. Його заснували 18 березня 1900 року друзі Ган Даде, Карел Ресер та Флорис Стемпел. Домашній стадіон клубу, «Йоган Кройф Арена», був відкритий в 1996 році і є найбільшим футбольним стадіоном в Нідерландах, що вміщує понад 56 тисяч вболівальників.
Клуб входить до трійки найсильніших клубів Чемпіонату Нідерландів (разом з «ПСВ Ейндговен» та «Феєнордом»), які вже понад 40 років ділять між собою звання переможця. При цьому саме «Аякс» є найтитулованішим клубом країни, виграв 36 разів чемпіонат Нідерландів. Крім того, клуб є рекордсменом за кількістю виграних Кубків Нідерландів (20 перемог).
На міжнародній арені «Аякс» є одним з трьох володарів так званого футбольного «Великого шолома» (переможець Кубка європейських чемпіонів, Кубка володарів кубків та Кубка УЄФА). «Аякс» — одна з п'яти європейських команд, які отримали Кубок європейських чемпіонів навічно, вигравши його тричі поспіль (1971, 1972, 1973); вчетверте здобули титул у 1995. Перший володар Суперкубка УЄФА.
Завдяки своїм досягненням, «Аякс» посів 5-те місце в списку найкращих футбольних клубів XX століття за версією ФІФА, 2 місце — за версією журналу «kicker». Також IFFHS поставив «Аякс» на 7 місце в рейтингу найкращих європейських клубів XX століття.

## Історія

### Передісторія (1893—1896)
Історія «Аякса» починається в 1893 році, коли троє друзів студентів — Ган Даде, Карел Ресер і Флоріс Стемпел вирішили заснувати власну футбольну команду, яка отримала назву «Юніон» (нід. Union). Свої перші матчі команда проводила на околиці Амстердама в районі Ньївер-Амстел. У юних футболістів був навіть справжній шкіряний м'яч, власником якого був Ган Даде. Через кілька місяців після заснування клуб змінив назву, отримавши ім'я «Footh-Ball Club Ajax» (дослівно «Нога-М'яч Клуб Аякс»), яка містила явну орфографічну помилку. Змінилося також і місце проведення матчів, відтепер команда грала на галявині Віллемспарку, у Південному Амстердамі. За користування поля за шість місяців команда заплатила 15 гульденів.
У 1890-ті роки, в Амстердамі та на його околицях, стало з'являтися занадто багато футбольних команд, які займали значну частку вільних земельних ділянок, тому влада міста вирішила ввести більш жорсткі вимоги до клубів, до того ж, на тому місці де грав «Аякс» планувалося побудувати будинки. Після цього багато гравців розбіглися по іншим командам, і тому в 1896 році «Аякс» припинив своє існування.

### Ранній період (1900—1915)
14 березня 1900 року двадцятитрирічний Флоріс Стемпел вислав своїм друзям лист, який містив запрошення на зустріч у кафе «Ост-Індія» на вулиці Калверстрат, 2. У недільний ранок 18 березня відбулося історичне засідання друзів Стемпела, на якому було вирішено створити нову команду під назвою «Football Club Ajax» (Футбольний Клуб «Аякс»), ім'я якої вже не містило орфографічних помилок. Стемпел став президентом клубу, а його друзі, Ган Даде і Карел Ресер, які стали співзасновниками, увійшли в перше офіційне правління клубу. Потім «Аякс» вступив у Футбольний союз Амстердама і орендував поле для домашніх ігор на півночі Амстердама в районі Бейкслотергам.

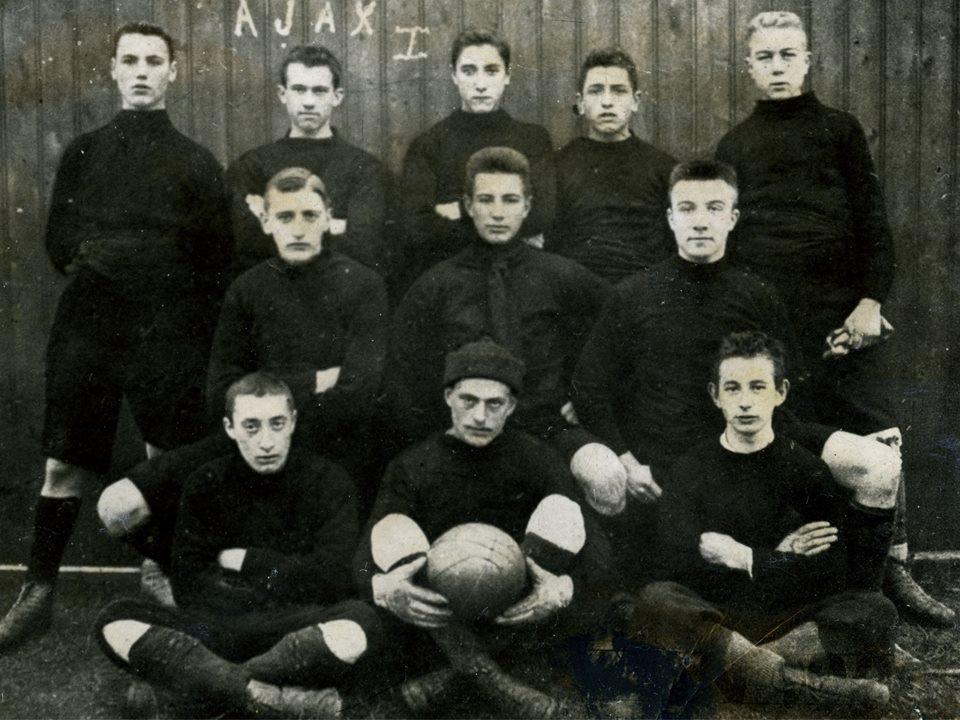
«Аякс» в сезоні 1900/01

29 вересня 1900 року футболісти «Аякса» провели першу гру у змаганні, що проводиться під егідою Футбольного союзу Амстердама. Команда здобула перемогу над клубом ДОСБ, вигравши з рахунком 2:1; у складі переможців голами відзначилися Хертел і Гейсслер. В перший склад «Аякса» увійшли наступні футболісти: воротар Кіст, захисники Гарборд і Дейкстра, півзахисники Брокман, Голст і Гертел, а також нападники Пастенінг, Сталлманн, Гейслер, Мартаре і Ван дер Лан.
«Аякс» завершив сезон на другому місці в своїй лізі, де виступало всього чотири клуби. В перший же сезон команда принесла прибуток у розмірі 4 гульдени і 31,5 центів, про це повідомили гравці «Аякса» Гертел і Гейсслер, які були на той момент скарбниками клубу.
8 квітня 1901 року «Аякс» провів першу в своїй історії гру за межами Амстердама, а саме у Гарлемі. Вперше гравцям довелося добиратися до місця гри на поїзді. Суперником «Аякса» в товариському матчі стала збірна Нідерландів, яка в підсумку програла клубу з Амстердама з рахунком 1:4. З часом «Аякс» став знаний як добре організований клуб, який дедалі більше привертав до себе глядачів, але місце проведення домашніх матчів було не дуже зручним для вболівальників, яким доводилося довго добиратися до місця проведення матчу. У гравців команди тоді були хороші умови, бо поряд з полем в районі Бейкслотерхам була власна роздягальня. 1901 року команда переїхала на нове поле в районі Ланвег.

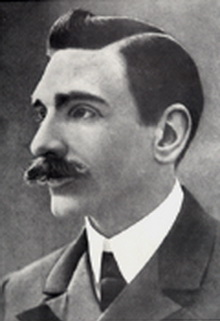
Засновник «Аяксу» Флоріс Стемпел. Фото початку 20 століття.

У 1902 році «Аякс» перейшов з амстердамської футбольної ліги в одну з регіональних ліг західної Голландії, змагання проходили під патронатом Нідерландської футбольної асоціації. Але кидати участь в амстердамській футбольній лізі «Аякс» не став і вирішив виступати у двох лігах відразу. І вже через сезон «Аякс» в амстердамській лізі досяг другого за престижністю футбольного класу, але найпрестижнішої на той момент футбольної нагородою в Амстердамі значився трофей під назвою «Золотий Хрест» (нід. Gouden Kruis). Змагання за цей трофей проходили за системою вибування, «Аякс» зміг дійти до фіналу турніру в 1903 і 1904 роках, але обидва фінали були програні.
У 1906 році «Аякс» знову дійшов до фіналу турніру за трофей «Золотий хрест», у фіналі «Аякс» зустрівся з клубом АФК і переміг з рахунком 4:3. «Золотий хрест» став першим завойованим трофеєм для «Аякса», хоча ще в 1902 році команда здобула нагороду за найкращу різницю забитих і пропущених м'ячів у лізі.
Після завоювання «Золотого хреста» «Аякс» ставав все більш організованим клубом, чиєю метою було потрапляння в перший футбольний клас. 1907 року команда знову переїхала на нове поле, яке розташовувалося на сході Амстердама в районі Ватерграфсмер. В липні 1908 року клуб під назвою «Голланд» був поглинений «Аяксом», багато в чому через те, що «Аякс» ніяк не міг перейти в перший футбольний клас. Багато гравців клубу «Голланд» після злиття команд стали гравцями «Аякса». Керівництво «Аякса» вирішило змінити назву, замість "Футбольний клуб «Аякс», було вирішено перейменувати клуб «Амстердамський футбольний клуб „Аякс“» (нід. Amsterdamsche Football Club Ajax), скорочено «АФК Аякс» (нід. AFC Ajax). Через шість місяців, 26 грудня 1908 року, «Аякс» вперше зіграв з іноземною командою, гостями в Амстердамі стала бельгійська команда «Дарінг», амстердамці в тій грі здобули першу міжнародну перемогу з рахунком 3:0.
У травні 1909 року «Аякс» завоював свій другий «Золотий хрест», обігравши у фіналі клуб «Блау-Віт». Але головною метою для клубу було, як і раніше, потрапляння в перший футбольний клас. У березні 1910 року «Аякс» провів цілий ряд товариських матчів з англійськими командами, серія ігор була приурочена до 10-річчя клубу. 25 березня в Амстердамі «Аякс» зіграв з командою «Вудфорд Альбіон», гості здобули перемогу з рахунком 0:1, а наступного дня амстердамці зіграли внічию 1:1 з клубом «Раундей». 28 березня «Аякс» провів останню гру проти британського клубу «Університету Манчестера», команди вже зустрічалися в квітні 1909 року і тоді були сильніші футболісти з Манчестера (0:1), але на цей раз в матчі була зафіксована нічия 0:0.
Але в «Аякса» раніше не було власного тренера, у той час як і багато інших клубів Нідерландів, такі як «Спарта», ХВВ та ДФК вже мали власного тренера. Після наради засновників клубу було вирішено запросити в «Аякс» іноземного тренера. Цією людиною став ірландець Джон Кірвен, який раніше грав за англійські клуби «Евертон», «Тоттенгем Готспур» та «Челсі», а також за національну збірну Ірландії. Саме Кірвен 1 липня 1910 року став першим тренером в історії «Аякса».

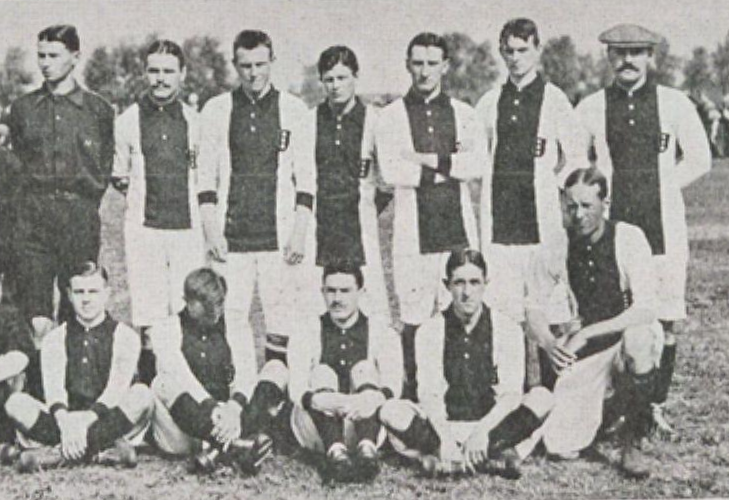
«Аякс» у 1911 році

У 1911 році «Аякс» перебрався на два нових поля недалеко від району Мідденвег, де знаходилося їх старе поле. Пізніше на місці двох полів був побудований перший стадіон «Аякса» з трибунами і роздягальнею для команди. Через те, що трибуни були зроблені з дерева, стадіон отримав назву «Гет Гаутен», що в перекладі з нідерландської означало «дерев'яний». Новий стадіон зміг вміщати 10 тисяч глядачів. Після того як «Аякс» отримав тренера і стадіон, команда нарешті посіла перше місце у другому футбольному класі, попри те, що команда виступала без свого провідного захисника Герарда Фортгенса, який став першим футболістом «Аякса», запрошеним до збірної Нідерландів. Фортгенс дебютував за збірну 19 березня 1911 року в місті Антверпен у матчі проти збірної Бельгії, який завершився перемогою голландців з рахунком 5:1.
21 травня 1911 року став історичним днем в історії клубу, «Аякс» перейшов в перший (найвищий) футбольний класс. Свідком цього тріумфу не став президент Флоріс Стемпел, який ще в 1908 році покинув свій пост. Однак місце президента клубу зайняв друг Флоріса, Кріс Голст, але і він через два роки поступився місцем Гану Даде. Зміни також торкнулися і клубної форми. У перші десять років «Аякс» виступав у футболках з білими й червоними смугами, що чергувались між собою, а також у чорних трусах і гетрах. Така ж форма була у роттердамської «Спарти», а за правилами у випадку, якщо у новачка першого футбольного класу була схожа за кольором форма, дебютанту потрібно було поміняти форму. Влітку 1911 року «Аякс» все ж змінив форму, новою екіпіровкою стала біла футболка з вертикальною широкою червоною смугою на грудях і спині, труси також стали білими.

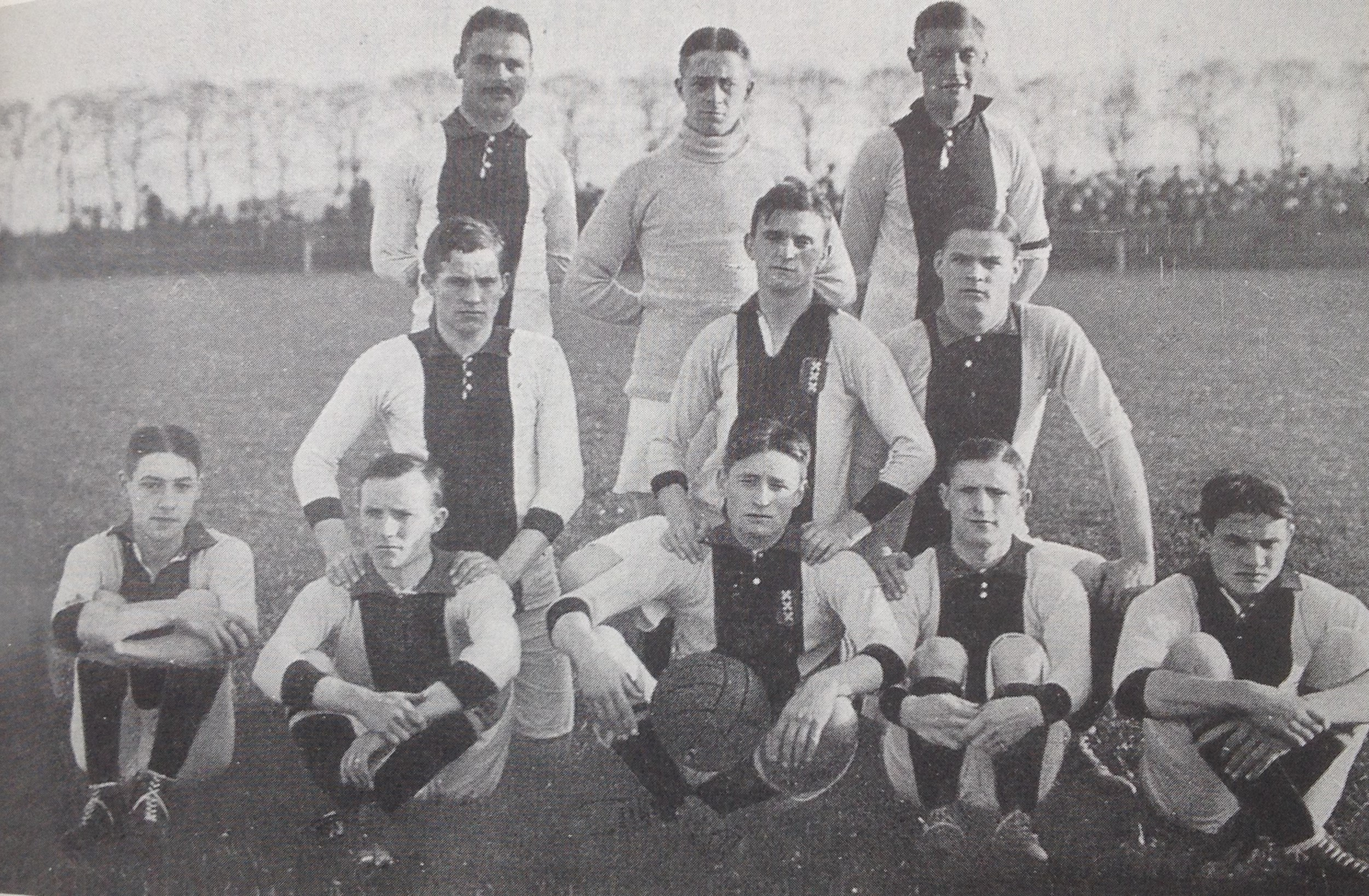
«Аякс» в сезоні 1914/15

У дебютному сезоні на вищому рівні нідерландського футболу «Аякс» фінішував на 8-му місці з десяти можливих, кращим нападником у клубі став Піт ван ден Брукке, який в 15 матчах забив 9 голів. Але більше в сезоні для команди запам'яталася перша закордонна поїздка в Австро-Угорщину. 23 травня 1912 року футболісти «Аякса» з Центрального вокзалу Амстердама вирушили за кордон. Свою першу гру на іноземній території «Аякс» зіграв у Будапешті з дворазовим чемпіоном Угорщини клубом МТК. Угорський чемпіон розгромив «Аякс» з рахунком 5:1. Свій другий матч «Аякс» провів у місті Відень проти клубу «Вінер Шпорт-Клуб», амстердамці програли з рахунком 0:2. У наступному сезоні у внутрішній першості у амбітної команди настали важкі часи, у верхній частині таблиці в першому класі домінувала роттердамська «Спарта» і дордрехтський ДФК. 1913 року амстердамський «Аякс» посів останнє місце, а 17 травня 1914 року команда була переведена у другій футбольний клас.
Перехід класом нижче ознаменував для клубу народження нових цілей і традицій команди. Нарада засновників 18 червня 1914 року пройшла настільки емоційно, що президент «Аякса» Віллем Егеман, що прийшов на цей пост в 1912 році, подав 20 червня 1914 року у відставку, але пізніше він змінив своє рішення і повернувся на свій пост. У клубі настала криза.
28 червня 1914 року в ході візиту в Сараєво був застрелений ерцгерцог австрійський Франц Фердинанд, вбивцею виявився сербський терорист Гаврило Принцип. Це вбивство стало приводом для початку Першої світової війни. Нідерландам, що мобілізували свої війська, вдалося уникнути участі у війні, яка стала однією з найкровопролитніших в історії.

### Ера Джека Рейнолдса (1915—1948)
1 липня 1915 року на посаду головного тренера «Аякса» прийшов англієць Джек Рейнолдс, який змінив на цій посаді ірландця Джона Кірвена. До приходу в «Аякс» Рейнолдс протягом двох років був тренером швейцарського клубу «Санкт-Галлен».

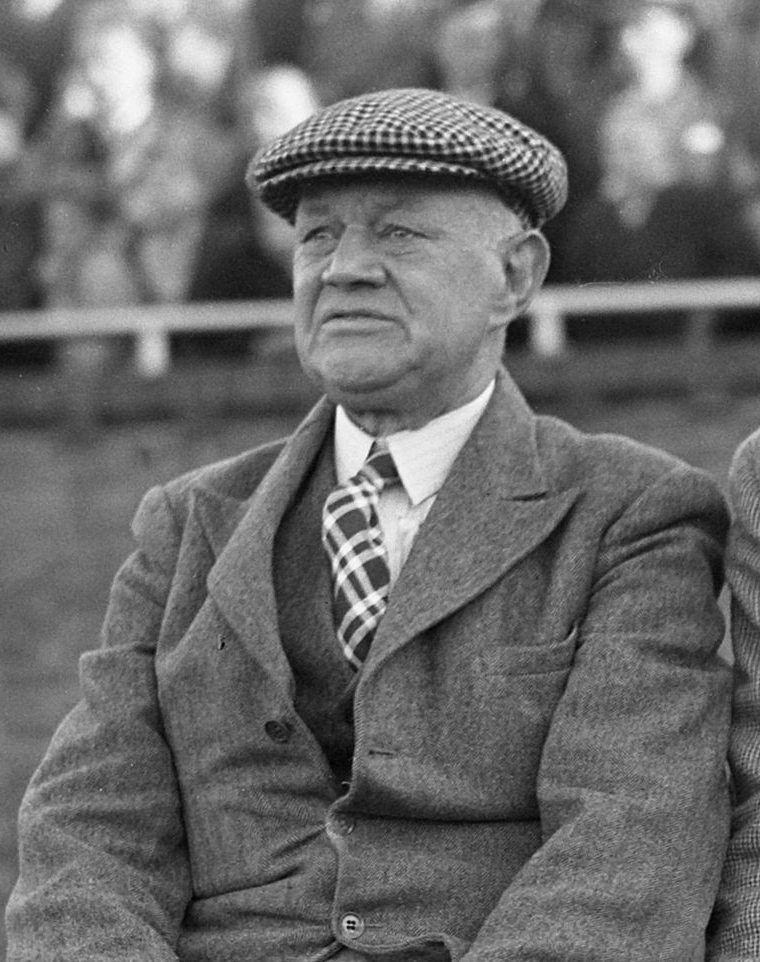
Джек Рейнолдс, тренер, що провів з клубом найбільше сезонів в історії і зробив значний внесок у його становленні.

Через два роки, 27 травня 1917 року, «Аякс» у фінальному матчі Кубку королівської федерації футболу Нідерландів зустрівся з клубом ВСВ з міста Велсен. Команда Джека Рейнолдса розгромила суперника з рахунком 5:0. У тій грі дублем відзначився форвард Рінус Люкас, а також по одному м'ячу забили Ян ван Дорті, Ян де Натріс і Тео Брокманн. Перший Кубок Нідерландів в історії «Аякса» було вручено капітану Йопу Пелсеру.
Після закінчення Першої світової війни, битви якої також проходили на півдні Бельгії і півночі Франції, «Аякс» у 1918 році зміг завоювати перший національний титул, здобувши перемогу в чемпіонаті Нідерландів сезону 1917/18. «Аякс» переміг у Західній лізі і вийшов у плей-оф, в якому брали участь переможці чотирьох ліг — Північної, Південної, Західної та Східної. У плей-оф «Аякс» посів перше місце, набравши 13 очок, але перемога в чемпіонаті була забезпечена в місті Тілбург, де «Аякс» зустрічався з клубом «Віллем II». На той матч не з'явився один з головних гравців клубу Ян де Натріс, оскільки він спізнився на поїзд у Тілбург. За це запізнення футболіст був покараний штрафом у розмірі 10 центів. У підсумку «Аякс» виграв шість матчів з восьми, програвши одну гру і зігравши внічию один матч. Через рік амстердамці знову виграли чемпіонат сезону 1918/19, не програвши жодного матчу.
У сезоні 1920/21 «Аякс» став переможцем у Західній лізі, але вийшовши у плей-оф чемпіонату Нідерландів клуб не зміг виграти головний приз чемпіонату. Кращим бомбардиром у складі «Аякса» став нападник Вім Гюпферт, що забив 13 м'ячів у 28 матчах. Всього ж «Аякс» в Західній лізі сезону 1920/21 забив 60 голів і пропустив 20 м'ячів. На той момент воротарем в клубі був вихованець «Аякса» Ян де Бур.
9 жовтня 1922 року в Роттердамі відбувся перший в історії матч між «Аяксом» та «Феєнордом». «Аякс» зміг перемогти з рахунком 3:2, однак роттердамський клуб подав скаргу на головного арбітра матчу, який зарахував третій забитий м'яч амстердамців. «Феєнорд» наполягав на тому, що м'яч не перетнув лінію їх воріт. Футбольна асоціація Нідерландів вирішила скасувати третій гол «Аякса» і зафіксувати рахунок 2:2. Пізніше «Аякс» знову зустрівся з «Феєнордом», і на цей раз амстердамці перемогли з рахунком 2:0. За підсумками сезону 1921/22 «Аякс» посів третє місце в Західній лізі і не потрапив в плей-оф чемпіонату Нідерландів.
Після того як «Аякс» протягом трьох сезонів не вигравав чемпіонат Нідерландів, головний тренер амстердамців Джек Рейнолдс 30 червня 1925 року покинув свій пост і очолив інший амстердамський клуб «Блау Віт». Пішли зміни і в керівництві клубу, замість Віллема Егемана посаду президента клубу зайняв колишній захисник амстердамців Франс Схуварт. На тренерському містку наступником Рейнолдса став також англієць Гарольд Роз, який очолив «Аякс» 1 липня 1925 року. Але навіть Роз, з такими гравцями, як Ян де Бур, Фонс Пелсер, Долф ван Кол, Вім Андерісен, Андре де Крейфф, Генк Гордейк, Вим Аддікс і Вім Волкерс не зміг виграти чемпіонат Нідерландів сезону 1925/26. Найкращим нападником у складі «Аякса» в тому сезоні був Франс Рютте, який забив 15 м'ячів в 17 матчах. 29 грудня 1926 року Гарольд Роз покинув пост тренера «Аякса», в той же день вакантне місце головного тренера зайняв англієць Сід Касл. Під керівництвом нового тренера «Аякс» виграв Західну лігу сезону 1927/28, випередивши на шість очок клуб «Стормвогелс», але в плей-оф чемпіонату клуб виграти не зміг.

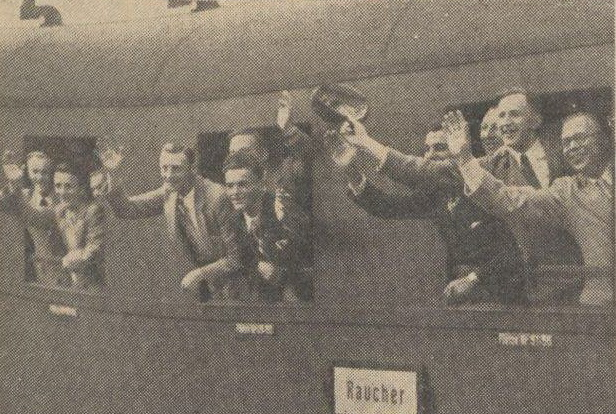
Гравці «Аяксу» вирушають в турне на Балкани. 10 липня 1933 року.

1 липня 1928 року, через два роки, Джек Рейнолдс повернувся на посаду тренера «Аякса». Після повернення Рейнолдса в команді стали з'являтися гравці дуже високого рівня. Одним з таких гравців став нападник Піт ван Ренен, який раніше виступав за утрехтський УВВ. У сезоні 1929/30 «Аякс» в шостий раз виграв чемпіонат Західної ліги, відкриттям же чемпіонату став новачок клубу Піт ван Ренен, який забив у дебютному сезоні за «Аякс» 28 м'ячів в 26 матчах. Через дванадцять років з моменту останньої перемоги в чемпіонаті Нідерландів «Аякс» нарешті зміг перемогти в плей-оф чемпіонату сезону 1930/31. Все почалося з перемоги в Західній лізі, де амстердамці набрали 31 очко у 18 матчах, випередивши на п'ять очок клуб ЗФК з міста Занда. У плей-оф турніру, куди крім «Аякса» з своїх ліг потрапили клуби «Феєнорд», ПСВ, «Гоу Ехед» та «Велосітас», клуб з Амстердама зміг перемогти у п'яти матчах, а також звести два матчі внічию і один раз програти. Набравши 12 очок в плей-оф «Аякс» завоював свій третій титул чемпіонів Нідерландів. Найкращим бомбардиром в сезоні знову став Піт ван Ренен, який забив за сезон 32 м'ячі у 23 матчах. У тому ж сезоні «Аякс» здобув найбільшу перемогу, 11 січня 1931 року амстердамці з рахунком 17:0 розгромили клуб ВЮК.
У наступному сезоні 1931/32 «Аякс» знову став переможцем у своїй Західній лізі набравши 29 очок, випередивши на шість очок клуб РКХ з Гарлема. У плей-фф чемпіонату Нідерландів головним суперником для «Аякса» став «Феєнорд». У першому матчі в Роттердамі «Аякс» програв з рахунком 3:1, але в домашньому матчі в Амстердамі «Аякс» розгромив своїх суперників з рахунком 7:1. У підсумковій таблиці чемпіонату «Аякс» випередив «Феєнорд» всього на одне очко, набравши 13 балів. За весь сезон, в чемпіонаті і плей-оф «Аякс» забив 106 м'ячів, причому 39 з них припадали на головного бомбардира команди Піта ван Ренена. У тому ж 1932 році на посаду президента «Аякса» прийшов Маріус Колхас, який замінив Франса Схуварта, що був президентом протягом семи років. У сезоні 1932/33 «Аякс» не зміг вийти у плей-оф чемпіонату Нідерландів. В тому ж сезоні, 16 березня 1933 року воротар Ян де Бур у матчі проти роттердамської «Спарти» провів свій останній матч, вирішивши завершити свою кар'єру, матч завершився перемогою «Аякса» з рахунком 4:3. Після відходу Де Бура основним воротарем у клубі став Герріт Кейзер, що з'явився в клубі в 1927 році. Також за підсумками сезону завершив кар'єру захисник Долф ван Кол, який за вісім років виступів у клубі, він провів 174 матчі в чемпіонаті і забив 25 м'ячів.

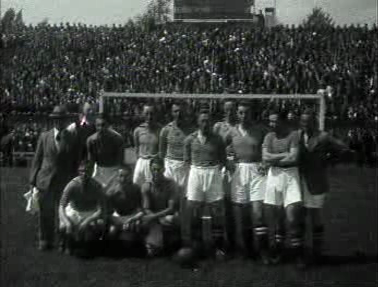
«Аякс» в 1937 році

Проте в наступному сезоні 1933/34, «Аякс», очолюваний капітаном Вімом Андерісеном, зміг легко здобути перемогу в своїй західній лізі. Амстердамці набрали 32 очки у 18 матчах, випередивши на десять очок клуб ВСВ. Вийшовши у плей-оффчемпіонату Нідерландів «Аякс» переміг у чотирьох матчах, а також звів два матчі в нічию і два програв, але такий же результат був і у двох інших командах, у КФК та «Віллема II». У підсумку було вирішено провести так званий екстра плей-оф, в якому три команди повинні були розіграти чемпіонський титул зігравши один з одним. З двох матчів, «Аякс» виграв лише в одному, а в іншому програв, такий же показник був у клубу КФК, який зміг набрати три очки. Але завдяки тому, що у «Аякса» була краща різниця забитих і пропущених м'ячів (6/3), клуб зміг виграти свій п'ятий титул чемпіонів Нідерландів.
У сезоні 1934/35, «Аякс» знову посів перше місце в західній лізі набравши 30 очок, його основний конкурент, «Феєнорд», відстав від переможця на два очки. За різницею забитих і пропущених м'ячів «Аякс» у багато разів перевершував своїх конкурентів, амстердамці у 18 матчах забили 66 м'ячів, а пропустили лише 15, це був найкращий показник в сезоні в західній лізі Нідерландів. В тому ж сезоні, в грудні 1934 року «Аякс» переїхав на новий стадіон, який отримав назву «Де Меєр». Стадіон був урочисто відкрито 19 грудня 1934 року товариським матчем між «Аяксом» та французьким клубом «Стад Франсе», амстердамці здобули велику перемогу з рахунком 5:1. Вигравши Західну лігу «Аякс» вийшов у плей-оф чемпіонату Нідерландів, але команда не змогла виграти свій шостий чемпіонський титул. Чемпіоном став другий раз у своїй історії клуб ПСВ з міста Ейндговена, друге місце посів «Гоу Егед».
1930-ті роки виявилися успішнішими. З шістьма регіональними титулами (1930, 1931, 1932, 1934, 1935, 1936, 1937, 1939) і 5 національними чемпіонатами (1930/31, 1931/32, 1933/34, 1936/37, 1938/39) «Аякс» був найуспішнішою командою в 30-х роках. 30-ті роки були також відомі протистоянням з «Феєнордом», командою яка також здобула багато нагород в той час.
У 1940-ві роки, можливо з відставкою Джека Рейнолдса (Рейнолдс був з командою з 1915 по 1940, з проміжком його відсутності в період 1925—1928) клуб переживав не найкращі роки. У команді залишилися Герріт Фішер і Ервін ван Вейнгарден, Йоп Стоффелен, Гюс Дрегер, Ге ван Дейк, пізніше повернулися Ян Потгарст, Рінус Міхелс і Кор ван дер Гарт.
У 1942 році тренером команди став її колишній захисник Долф ван Кол. У Західній лізі «Аякс» стартував з перемоги на клубом «т'Гої»(4:2). Потім було кілька поразок, спочатку 13 вересня у гостях «Аякс» поступився клубу ВСВ з рахунком 1:0, а потім амстердамці 19 вересня програли з рахунком 5:3 клубу ВЮК. У четвертому матчі підопічні Ван Кола програли своєму одвічному супернику «Феенорду», на своєму полі «Аякс» поступився з рахунком 2:3. Протягом першої частини сезону «Аякс» переважно програвав, але поступово команда стала здобувати перемоги. У листопаді амстердамці обіграли «т'Гої»(1:4), ВСВ (3:2), ВЮК (5:2), а потім у грудні була поразку від «Феєнорда» з рахунком 2:0. В кінцевому підсумку «Аякс» не зміг потрапити до плей-оф чемпіонату Нідерландів. Переможцем Західної ліги став «Феєнорд», але і йому не судилося стати чемпіоном Нідерландів. Кращою командою сезону став клуб АДО, який посів перше місце в плей-оф.
Слабкий виступ «Аякса» в сезоні був обумовлений відсутністю багатьох гравців. Під час Другої світової війни нападник Гер Строкер і півзахисник Яп Гордейк добровільно вирушили працювати у Німеччину. Але гірше йшли справи у колишнього тренера амстердамців Джека Рейнолдса, у червні 1940 року він потрапив у в'язницю Шорл. Однак, пізніше Рейнолдса перевели до трудового табору в польських Гливицях, де під час перебування він організовував футбольні матчі між ірландськими, шотландськими, бельгійськими і французькими ув'язненими.
Невдалі виступи клубу в чемпіонаті сезону 1942/43 компенсувала перемога в фіналі Кубка Нідерландів. 20 червня у півфіналі «Аякс» розгромив клуб «Вагенінген» з Утрехта з рахунком 8:0. Фінальний матч відбувся 27 червня на Олімпійському стадіоні, суперником амстердамців став клуб ДФК. У впертій боротьбі «Аякс» здобув перемогу з рахунком 3:2. Через 26 років «Аякс» виграв свій другий Кубок Нідерландів в історії.
29 серпня 1943 року в Берліні на стадіоні «Моммзен» в районі Шарлоттенбург, відбувся матч між збірними командами Нідерландів та Сербії. У складі нідерландської команди від «Аякса» брало участь двоє футболістів, Генк Бломвлит і Яп Гордейк. У Берліні нідерландці здобули перемогу з рахунком 3:1. Як і в попередньому сезоні, «Аякс» розпочав новий сезон з перемоги, 12 вересня з рахунком 5:3 був обіграний клуб «Емма». Але потім, команда стала чергувати перемоги з поразками. На початку січня 1944 року «Аякс» обіграв роттердамський «Феєнорд» з рахунком 3:0. Але «Аяксу», як втім і «Феєнорд», не вдалося перемогти в Західній лізі, перше місце посів клуб ВЮК, але плей-оф першості Нідерландів виграла інша команда, «Де Волевейккерс». Влітку 1944 року в клуб прийшла трагічна звістка, 18 липня від запалення легенів помер один із символів команди, багаторічний капітан і лідер «Аякса», Вім Андерісен.
Футбольний сезон 1944/45 в Нідерландах був скасований, у країні настали серйозні проблеми, тисячі нідерландців голодували. Через три тижні після закінчення Другої світової війни, в липні 1945 року «Аякс» взяв участь у футбольному турнірі, який був організований в Амстердамі в честь 25-го ювілею клубу «Геренвен». Крім «Аяксу», в турнірі брав участь клуб ДВС, «Блау-Віт» і «Де Волевейккерс». «Аякс» переміг у всіх трьох матчах і став переможцем цього турніру. Спочатку «Аякс» обіграв ДВС (6:4), потім «Блау-Віт» (5:4) і «Волевейккерс» (1:0). Кілька місяців по тому, в жовтні 1945 року з німецького полону повернувся Джек Рейнолдс, саме він у листопаді замінив Долфа ван Кола на посаді тренера.
Перші три матчі Західної ліги сезону 1945/46 «Аякс» виграв із загальним рахунком 13:4, у четвертій зустрічі амстердамці зіграли внічию 5:5 з останнім чемпіоном Нідерландів, клубом «Де Волевейккерс». Після цього матчу амстердамці видали феєричну серію матчів, здобувши чотири перемоги поспіль.

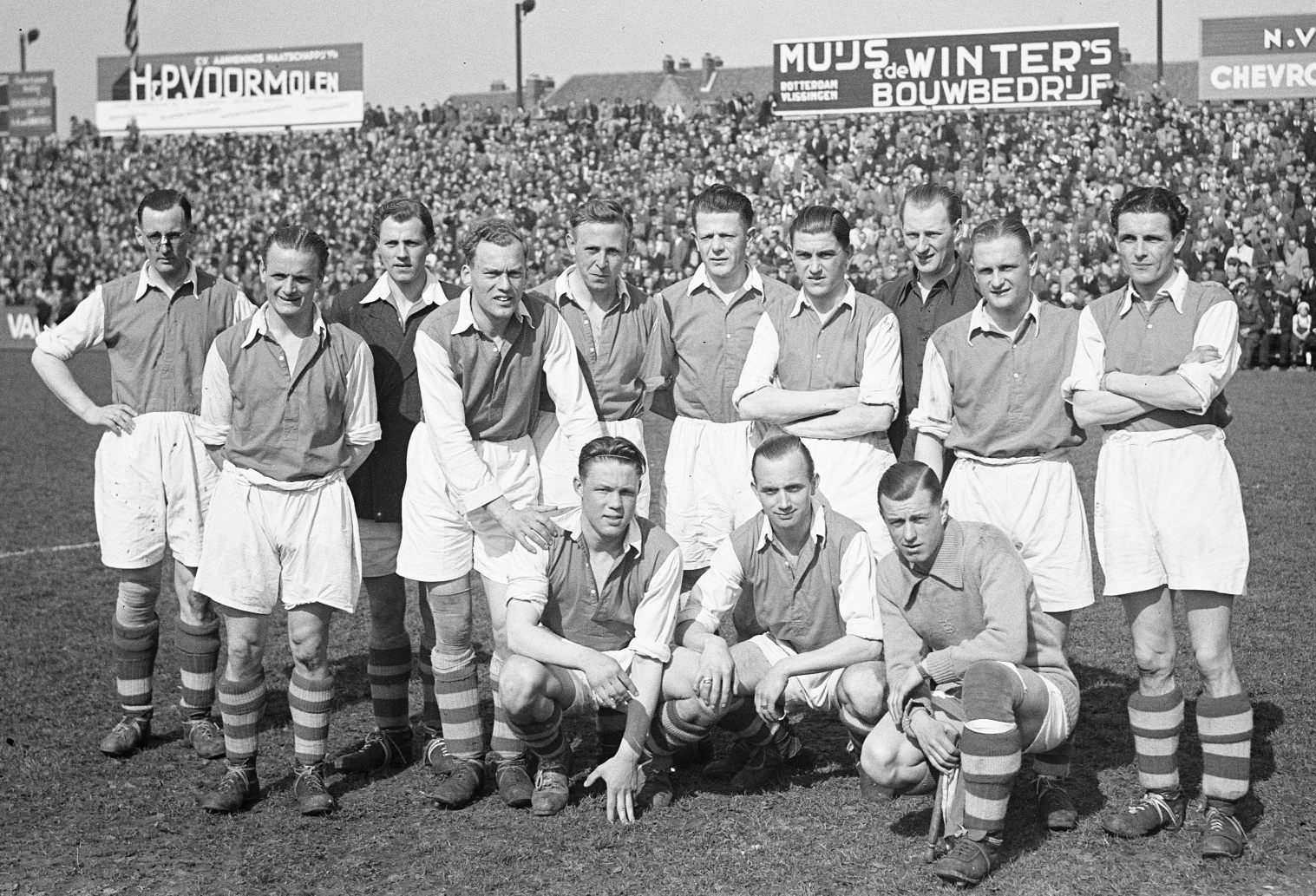
«Аякс» в 1947 році

На початку лютого 1946 року був оприлюднений список кандидатів у національну збірну Нідерландів, з «Аякса» в список потрапили троє гравців, Ян Потгарст, Генк ван дер Лінден і Гюс Дрегер. Але в підсумковий склад потрапив саме Ван дер Лінден. Востаннє свій офіційний матч збірна Нідерландів проводила у квітні 1940 року. 10 березня 1946 року нідерландці в товариському матчі розгромили команду Люксембургу з рахунком 2:6, для Генка цей матч став дебютним у збірній.
Протягом всього сезону у команди Джека Рейнолдса не було гідних суперників, «Аякс» з легкістю зайняв в Західній лізі перше місце. У плей-оф чемпіонату Нідерландів амстердамцям належало зустрітись з командами «Геренвен», «Гарлем», «Лімбюргія», НЕК і НАК. У першій грі в Амстердамі, 22 червня «Аякс» обіграв «Геренвен» з рахунком 2:1, але вже у повторній грі, 23 липня, з таким же рахунком переміг «Геренвен». «Аякс», зігравши всі 10 матчів у плей-оф посів друге місце, чемпіоном став «Гарлем», для якого цей титул став першим в історії клубу.
Сезон 1946/47 знову став вдалим для «Аякса», клуб посів перше місце і вийшов у плей-оф першості країни. Там амстердамці здобули вісім перемог, і по одному разу зіграли внічию і зазнали поразки. Набравши 17 очок «Аякс» посів перше місце, всього на три очки відстав другий призер, «Геренвен». Гайкращим нападником у складі амстердамців в тому сезоні став Герард Брейнс, що забив 16 голів у 13 матчах. В тому ж сезоні, 5 липня 1947 року, за команду дебютував молодий нападник Рінус Міхелс, на якого керівництво «Аякса» покладало велику надію.
11 жовтня 1947 року в клубі знову змінився тренер, ним став англієць Роберт Сміт, але попередній тренер, Джек Рейнолдс, команду не покинув, він став помічником Сміта. Втім для обох тренерів, як і для «Аякса», сезон 1947/48 видався дуже невдалим. Команда слабо виступила в Західній ліги і не змогла вийти в плей-оф. Такий результат дорого обійшовся Сміту, він був відправлений у відставку.

### 1948—1955
На місце звільненого Сміта був запрошений інший англієць, Волтер Крук, хоча тренерського досвіду у нього ще не було, бо ігрову кар'єру він завершив лише в 1948 році у клубі «Болтон Вондерерз». У першій грі під керівництвом Крука, вдома, «Аякс» зазнав поразки від клубу «Ксерксес» з рахунком 1:3. З новим тренером «Аякс» не зміг виграти Західну лігу сезону 1948/49, посівши друге місце, кращою командою сезону став клуб СВВ з міста Східама, він і завоював чемпіонський титул.

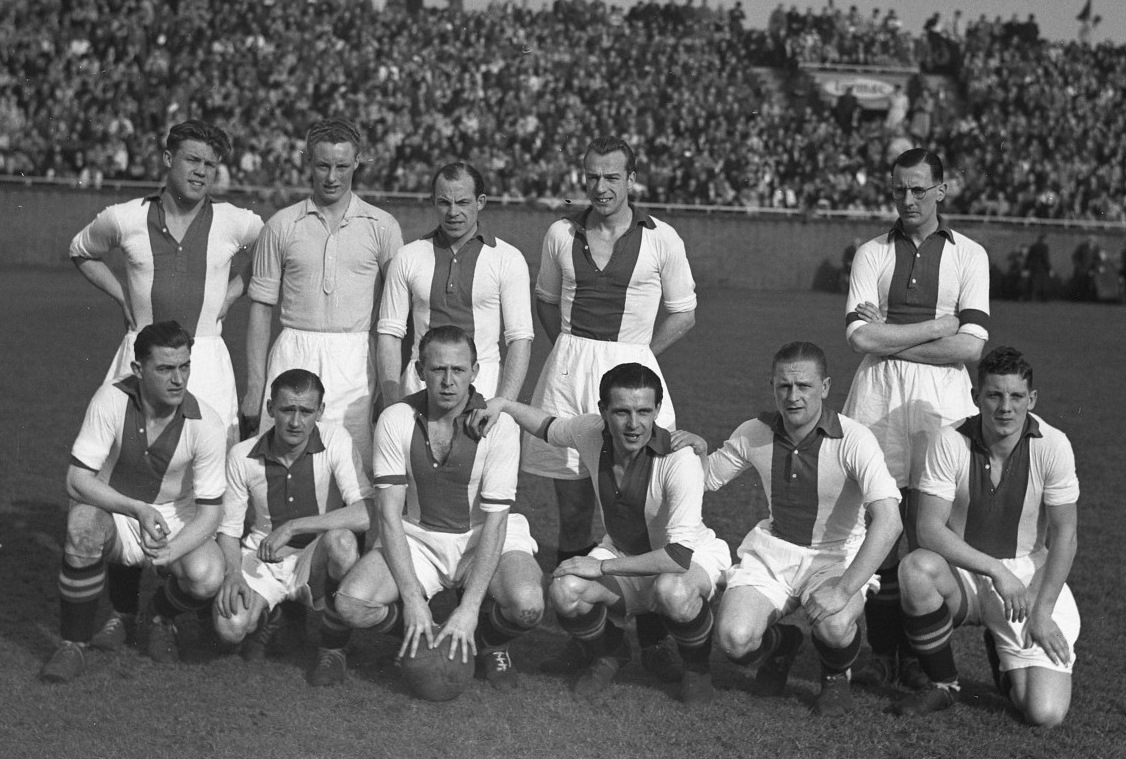
«Аякс» у 1950 році

Але вже в наступному сезоні 1949/50 «Аякс», під керівництвом Крука, показував чудові результати. Кілька місяців команда не мала поразок, але лише на початку січня 1950 року зазнала першої поразки. Але попри це, команда впевнено продовжувала лідирувати на першому місці. Після всіх зіграних матчів в активі «Аякса» було 15 перемог, 1 нічия та поразка. Найближчим переслідувачем амстердамців був клуб «Де Волевейккерс».
У березні 1950 року «Аякс» відсвяткував своє п'ятдесятиріччя, до цієї події в амстердамському історичному музеї була відкрита виставка присвячена клубу. У плей-оф чемпіонату Нідерландів команда виступила несподівано гірше, хоча спочатку «Аякс» провів кілька матчів на високому рівні. У першій грі амстердамці вдома обіграли «Геренвен» з рахунком 2:1. Потім була перемога над «Енседесе Бойз»(2:0), поразка від «Блау-Віта» (0:1), саме в цьому матчі у команди виникли проблеми з голкіпером, після довгих обговорень було вирішено поставити у ворота капітана команди Йопа Стоффелена, що грав на позиції атакувального півзпхисника. Четвертий матч у плей-офф амстердамці проводили 7 травня в гостях у «Геренвена», по ходу матчу «Аякс» вигравав з розгромним рахунком 1:5, але в підсумку «Геренвен» здобув перемогу з рахунком 6:5. Після цього «Аякс» в наступних трьох іграх зазнав три поразки, і після семи турів став займати останнє місце. Але вже в наступному турі амстердамці переграли «Енседесе Бойз» (2:0) і пішли з останнього місця. Згодом була перемога над клубом «Моріц»(0:5), а потім поразка від клубу «Лімбюргія» (0:6), саме перемога над «Аяксом» зробила цей клуб чемпіоном Нідерландів. У підсумковій таблиці амстердамці зайняли лише четверте місце. Після такого невдалого виступу в плей-оф, Волтер Крук подав у відставку і незабаром повернувся назад в Англію. Виконуючим обов'язки головного тренера був тимчасово призначений Джек Рейнолдс, але вже в листопаді 1950 року у клубу знову з'явився новий тренер, ним знову став англієць Роберт Томсон. Після закінчення сезону команду покинуло декілька провідних гравців, один з них був Кор ван дер Гарт, що вирушив виступати у французький «Лілль». Сезон став останнім для нападника Герріта Фішера, який вирішив завершити ігрову кар'єру, за 16 років в «Аяксі» він зіграв 240 матчів і забив 97 голів.

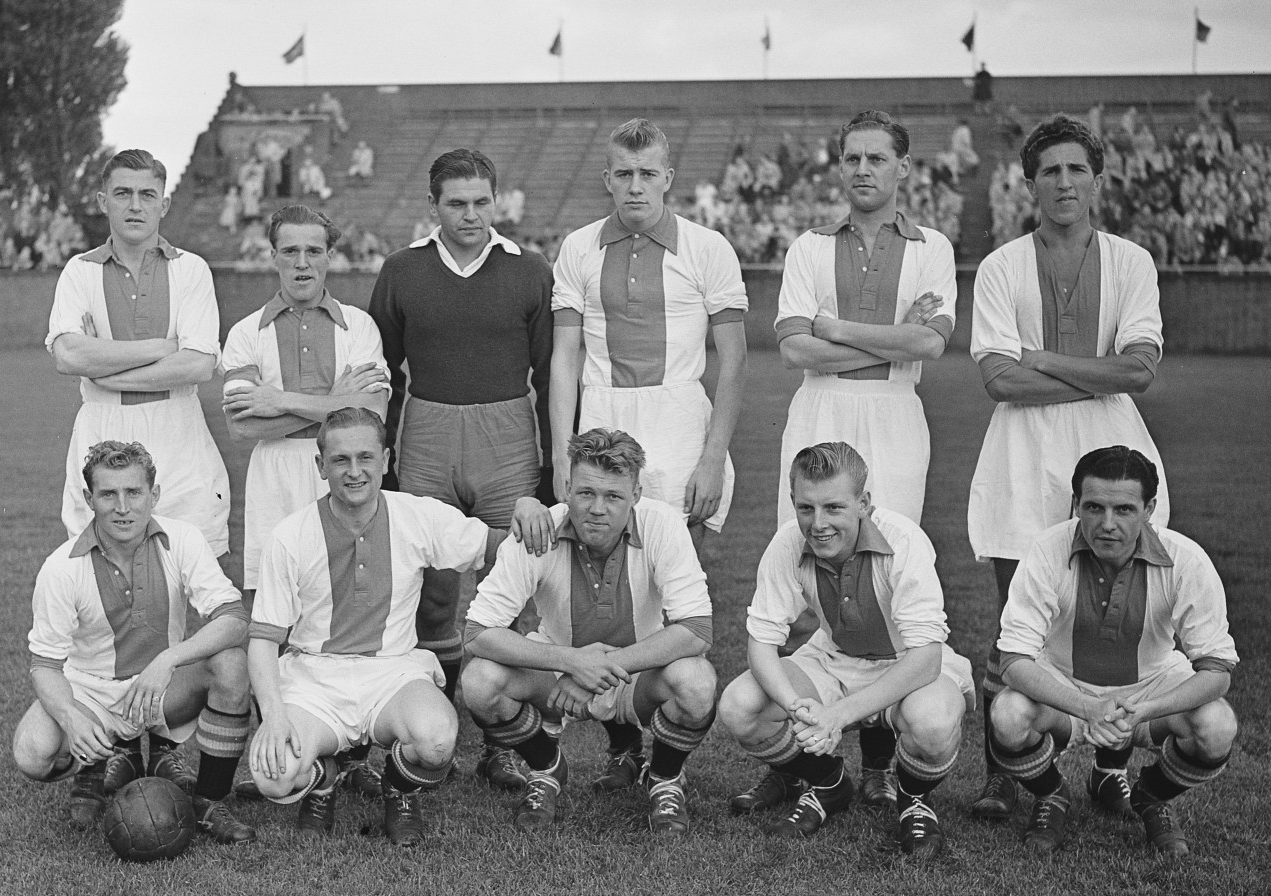
«Аякс» у 1951 році

Перед початком сезону чемпіонату система Нідерландів трохи змінилася, Футбольна федерація Нідерландів вирішила замість звичних ліг створити п'ять груп, у кожній з яких повинно брати участь 12 команд. «Аякс» потрапив у групу «1-клас B». Наприкінці серпня 1950 року «Аякс» взяв участь у передсезонному турнірі Кубок АРОЛ.
Вже у вересні стартував чемпіонат, у першій грі «Аякс» був сильнішим клубу АГОВВ (3:0), а потім, в гостях амстердамці зіграли внічию з «Вагенінгеном»(1:1). Після перемоги в третьому турі над «Генгело»(2:1), «Аякс» вдома несподівано був розгромлений клубом «Енседесе Бойз», підопічні Томсона програли 0:4. Протягом всього сезону «Аякс» знаходився лише в середині турнірної таблиці. До кінця чемпіонату в активі амстердамців було по сім перемог і нічия, а також вісім поразок. Підсумкове восьме місце повністю відображало гру «Аякса» в сезоні 1950/51. Найкращим бомбардиром у «Аяксі» став Герард ван Дейк, який відзначився сімома голами.
1954 року футбол в Нідерландах отримав офіційний статус професійного виду спорту, але «Аякс» до цього часу мав незначний успіх, «Аякс» ставав лише чемпіоном у регіональному чемпіонаті в 1952 році і посів друге місце в регіональній першості 1954 року, набравши однакову кількість очок з іншим клуб з Амстердама ДВС.

### 1955—1970
У 1955 році було остаточно ухвалено рішення проводити національну першість Нідерландів під професійним статусом. «Аякс» був все ще далекий від міжнародної вершини, продемонструвавши свою не найкращу гру в Кубку європейських чемпіонів та Кубку УЄФА. В єврокубку «Аякс» був переможений угорським «Вашашом» з рахунком 4:0.

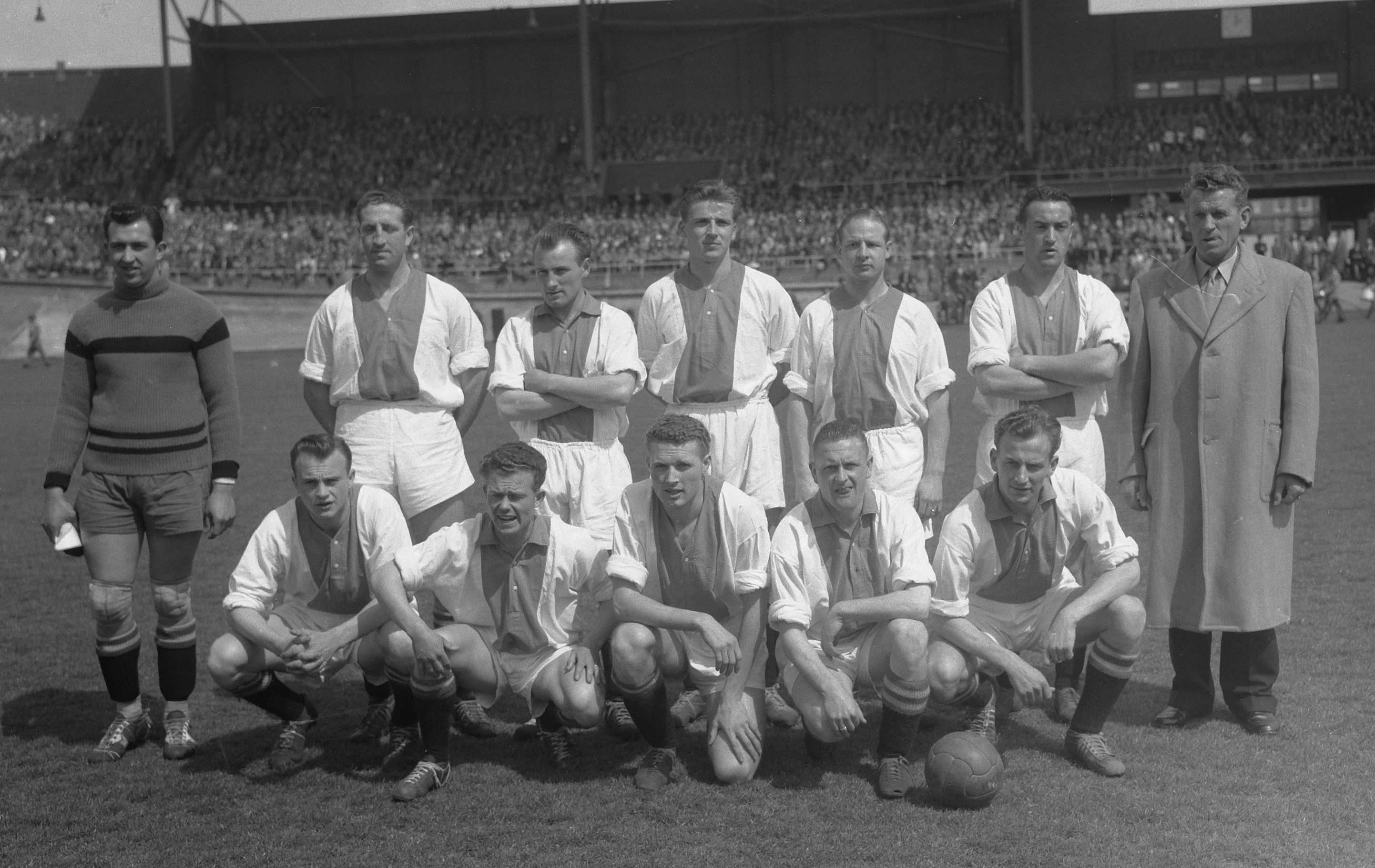
«Аякс» у 1957 році

1960 року амстердамці були вибиті з турніру норвезьким «Фредрікстадом». 1961 року історія повторилася, на цей раз проти угорського «Уйпешта», веденого одним з найкращих нападників угорського футболу Ференцом Бене. Втім «Аякс» досяг успіху на внутрішньому рівні, вигравши перший (на професійному рівні) чемпіонат Нідерландів в сезоні 1956/57 і знову в 1959/60. У сезоні 1959/60 після однакової рівності очок з «Феєнордом», був проведений додатковий матч в якому «Аякс» розгромив суперника з рахунком 5:1, хет-триком відзначився нападник Вім Блеєнберг.
У той час Вім Блеєнберг не був головним нападником, Генк Грот (молодший брат Кеса Грота) забив 100 м'ячів за «Аякс», за 5-річне перебування в клубі. Він перейшов в «Аякс» в 1959 році з клубу «Стормвогелс», в сезоні 1959/60 він забив 38 м'ячів, а в наступному — 41 м'яч. Він став важливою частиною «Аякса» на початку шістдесятих, замінюючи зіркового нападника Піта ван дер Кейла, який перейшов у стан ПСВ. Пізніше таких людей як Генка Грота стали називати «Містер Аякс», і з такими гравцями як Шак Сварт, Ко Прінс, Тон Пронк і молодим Пітом Кейзером «Аякс» виграв національний кубок у 1961 році і Кубок Інтертото сезону 1961/62.

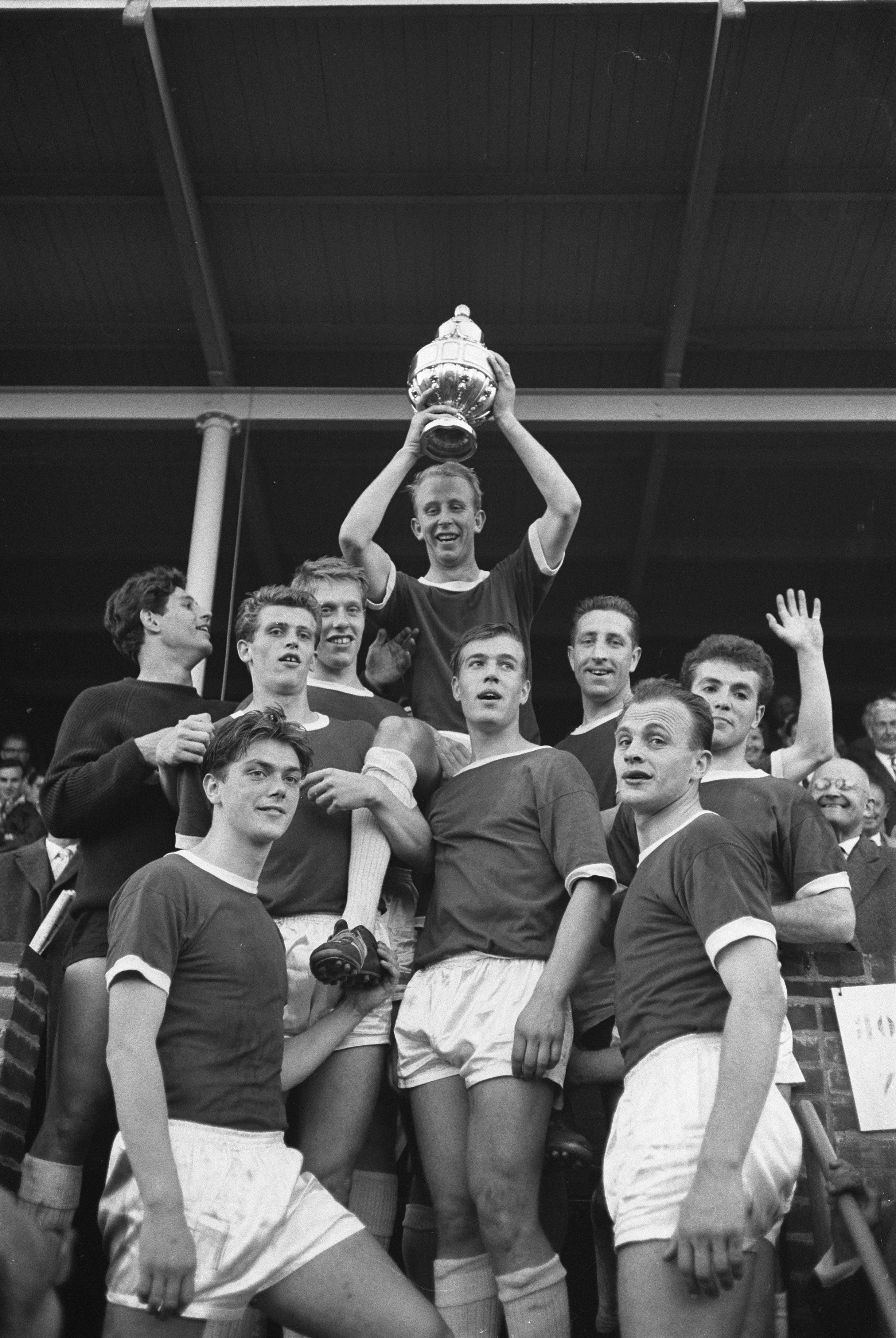
«Аякс» — володар кубка країни 1961 року

Після програшу чемпіонату і поразки від ПСВ з рахунком 5:2 у 1963 році, у «Аякса» почався період спаду. Нападник Генк Грот влітку перебрався в «Феєнорд», а «Аякс» в сезоні 1964/65 був близький до вильоту з ліги, але становище клубу покращився після того, як колишній гравець Рінус Міхелс замінив головного тренера Віка Букінгема, для якого другий тренерський термін став невдалим. «Аякс», у складі якого був Йоган Кройф, зазнав поразки в Кубку Нідерландів з рахунком 3:1, але команді вдалося забезпечити гарне місце в турнірній таблиці завдяки Міхелсу.
Прихід Міхелса поклав початок революційної ери в Амстердамі, починаючи з повернення в стан «Аякса» Генка Грота і Ко Прінса, і підписання воротаря Герта Балса. Міхелс будував гру команди під стиль «тотального футболу», навіть жертвуючи гравцями які не підходили під цей стиль гри. Найвідомішим прикладом цього, був захисник Фрітс Сютекау, замінений новим капітаном «Аякса» Велибором Васовичем, чий гол допоміг переграти чеську «Дуклу» з Праги у Кубку європейських чемпіонів на стадії чвертьфіналу 1966/67.
У 1967 році «Аякс» оформив своє друге поспіль чемпіонство, але команда не мала настільки домінуючу перевагу як в минулому сезоні, коли нападники «Аякса» забивали не менше 122 голів (все ще є національним рекордом), з яких 33 м'ячі забив Йоган Кройф, який у свої 20 років став справжньою зіркою нідерландського футболу. Це був сезон в якому, вперше в історії, «Аякс» виграв чемпіонство і кубок своєї країни, здобувши «золотий дубль». Пройшовши кваліфікацію Кубка європейських чемпіонів, клуб на шляху турніру переграв «Реал Мадрид» Ігнасіо Соко після додаткового часу (обидва матчі закінчилися з рахунком 1:1), це додало клубу більшу репутацію.
«Аякс» виграв титул чемпіонів Нідерландів в сезоні 1967/68, випередивши «Феєнорд», який тривалий час протистояв у сезоні, хоча «Аякс» лідирував практично протягом всього чемпіонату. 1969 року в єврокубках «Аякс» досяг фіналу. По ходу турніру «Аякс» переміг «Нюрнберг» у першому кваліфікаційному раунді, але були майже вибиті португальською «Бенфікою», програвши в Амстердамі 3:1, але в другому матчі в гостях «Аякс» переміг 3:0. «Аякс» повторив цей же рахунок з наступним суперником, чехословацьким «Спартаком» з Трнави, у другому матчі в Трнаві «Аякс» зміг довести матч до перемоги. У фіналі, в Мадриді, «Аякс» програв італійському «Мілану» з рахунком 4:1, на той момент «Мілан» славився своєю захистом та атакою.
Після невтішного програшу у фіналі Кубка чемпіонів, «Аякс» увійшов в період відновлення. Основний склад команди поповнили: нападник збірної Нідерландів Дік ван Дейк, півзахисники Геррі Мюрен і Ніко Рейндерс, і Руд Крол, який був гравцем запасу. Вони замінили Класа Нюнінгу, Тео ван Дейвенбоде і Інге Даніелссона, що були продані іншим клубам, а Генку Гроту довелося завершити кар'єру через травму, отриману в матчі проти збірної Польщі.
У сезоні 1969/70 «Аякс» виграв чемпіонат, в якому з 32 матчів виграв 27, а команда забила 100 м'ячів. Головним переслідувачем у сезоні був «Феєнорд», але йому судилося посісти лише друге місце. Обидва клуби виграли трофеї, «Аякс» чемпіонство, а «Фєнорд» Кубок чемпіонів.

### Період розквіту (1970—1991)

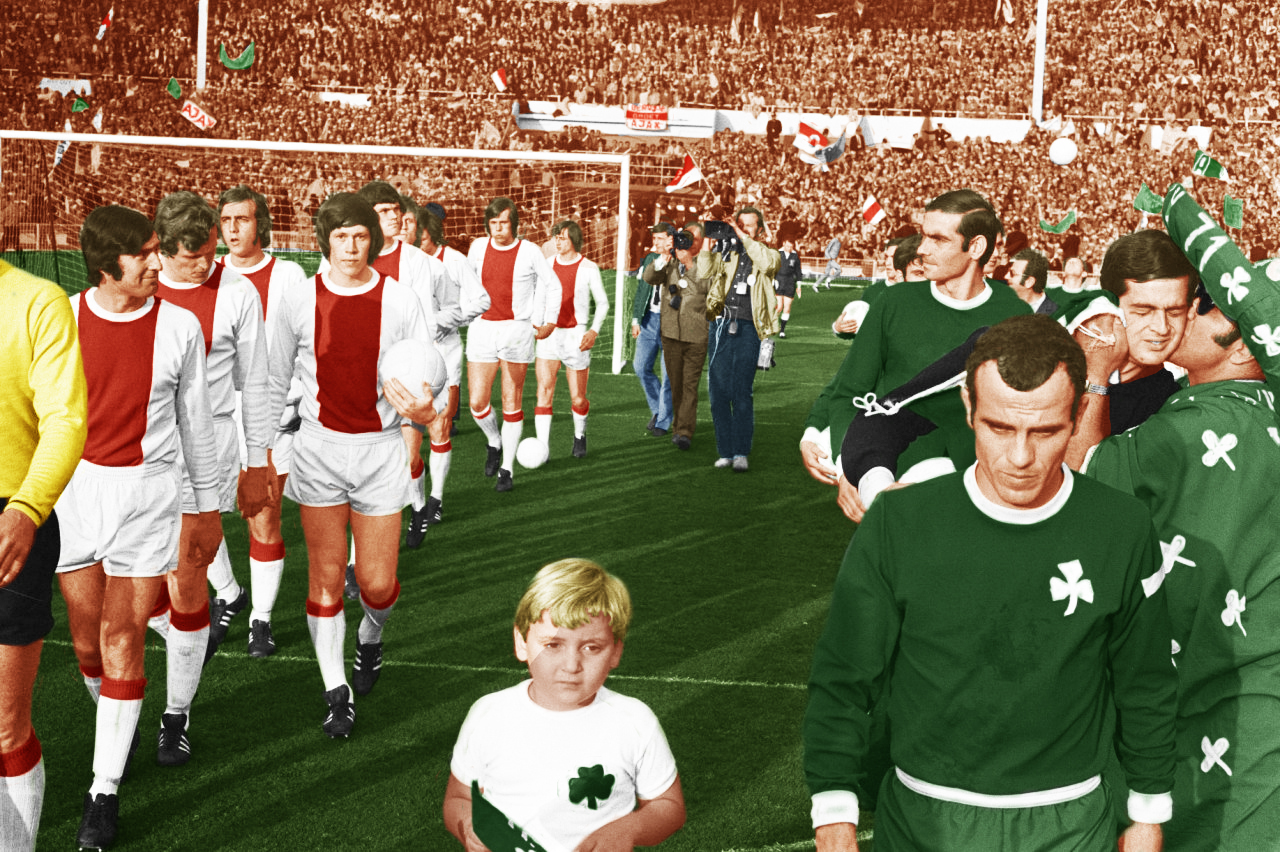
«Панатінаїкос» проти «Аякса» в фіналі кубка європейських чемпіонів 1971 року

1970 року «Аякс» досяг півфіналу європейського Кубка ярмарків (вибивши з турніру «Ганновер 96», «Наполі», «Рух» (Хожув) та «Карл Цейсс»), але де програв лондонському «Арсеналу».
1971 рік став для «Аякса» справжнім роком слави, клуб виграв трофей як у внутрішній арені, так і європейській. Але сезон міг закінчитися потрійним успіхом, якби «Аякс» переміг і в чемпіонаті країни, але амстердамці зайняли лише друге місце після «Феєнорда», хоча були шанси на перемогу і в чемпіонаті. У фіналі Кубка Нідерландів «Аякс» обіграв роттердамську «Спарту».
У Кубку європейських чемпіонів команда Рінуса Міхелса переграла албанський клуб «17 Ненторі» (2:2, 0:2), швейцарський «Базель» (3:0, 2:1), шотландський «Селтік» (3:0, 0:1) і іспанський «Атлетіко Мадрид» (1:0, 0:3). У фіналі 2 червня 1971 року на стадіоні «Вемблі», за 83 тисячі глядачів, «Аякс» зустрівся з грецьким «Панатінаїкосом», яким на той момент керував Ференц Пушкаш, один з найвидатніших футболістів XX століття. Амстердамці перемогли з рахунком 2:0. Капітан «Аякса» Велибор Васович нарешті зміг підняти над головою Кубок чемпіонів, який він не зміг виграти у фіналах 1966 і 1969 років, в першому з яких він виступав ще за свій колишній клуб «Партизан».

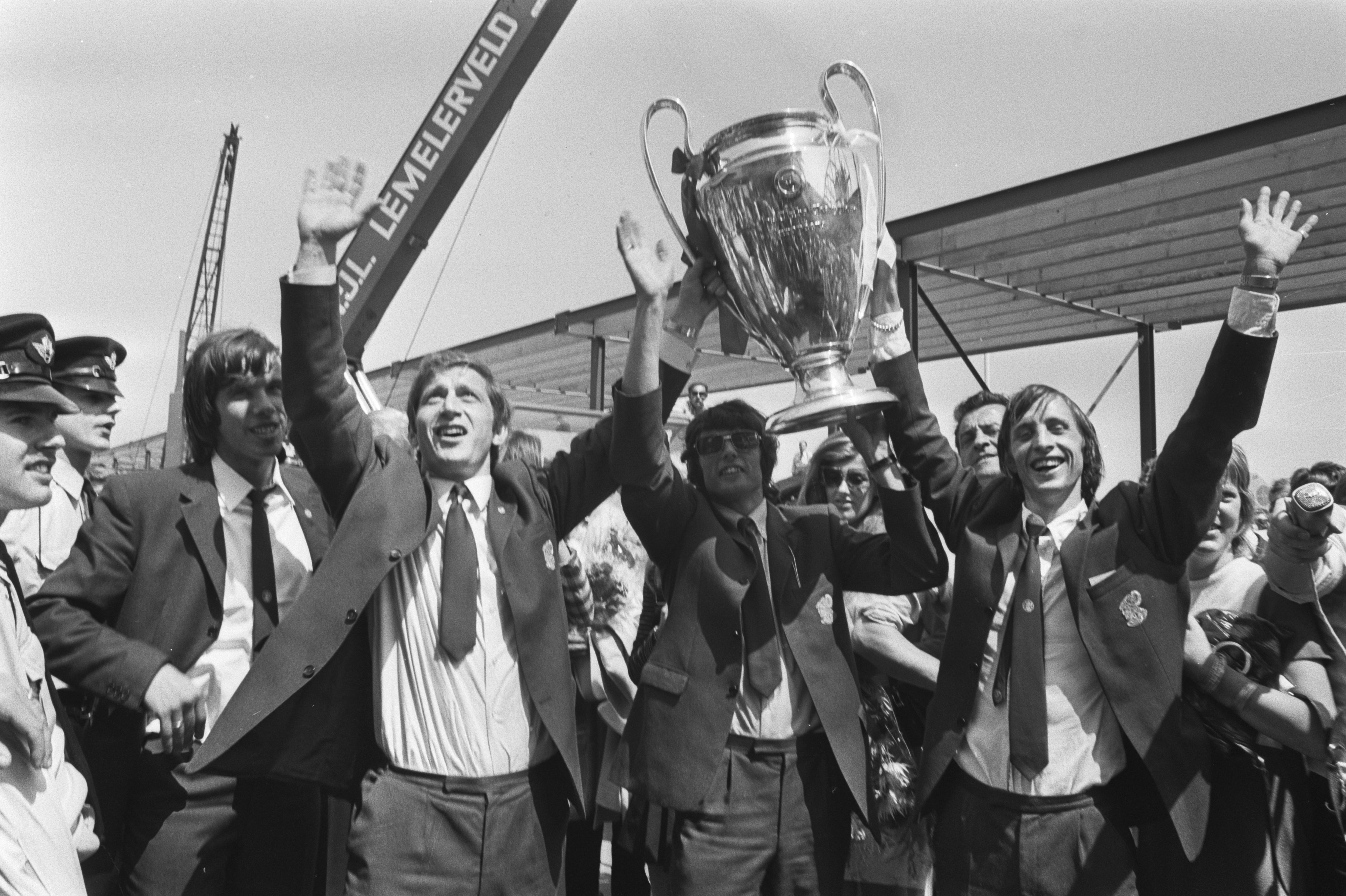
Футболісти «Аякса» святкують з трофеєм перемогу у Кубку європейських чемпіонів. 3 червня 1971 року.

В наступних роках «Аякс» був провідним клубом Європи і показував чудову гру. Головним тренером в 1971 році став 51-річний румун Штефан Ковач, що змінив Рінуса Міхелса, який протримався в клубі 6 років. Пізніше в цьому ж році клуб покинули Рейндерс і Васович, а Ван Дейк покинув клуб в 1972 році. Такі зміни в тренерському штабі не сильно вплинули на клуб, який виграв чемпіонат і Кубок Нідерландів в 1972 році, до цих титулів також додалися Кубок європейських чемпіонів, Міжконтинентальний кубок, і Суперкубок Європи. А в 1973 році у фіналі проти «Ювентуса», вигравши з рахунком 1-0, «Аякс» здобув свій третій поспіль Кубок європейських чемпіонів. Того ж 1973 року «Аякс» виграв чемпіонат, але програв кубок країни.
Від'їзд Йогана Кройфа в «Барселону» в 1973 році, став ознакою того, що гравцями «Аякса» стали цікавитися європейські гранди. Але це послужило кінцем періоду успіху, і до кінця так званої команди «12 Апостолів», в яку входили: Гайнц Стюї, Вім Сюрбір, Баррі Гюльсхофф, Горст Бланкенбург, Руд Крол, Арі Ган, Йоган Нескенс, Геррі Мюрен, Шак Сварт, Йоган Кройф, Піт Кейзер, а дванадцятим гравцем були спочатку Руд Сірендонк (до 1972), а потім Джонні Реп. Цією командою були биті «Реал Мадрид», «Баварія», «Інтернаціонале», «Арсенал» та «Ювентус» в період з 1971 по 1973 рік. Поразка в Кубку чемпіонів 1974 року, від болгарського ЦСКА, стало показником зниження сили «Аякса» в європейському футболі.

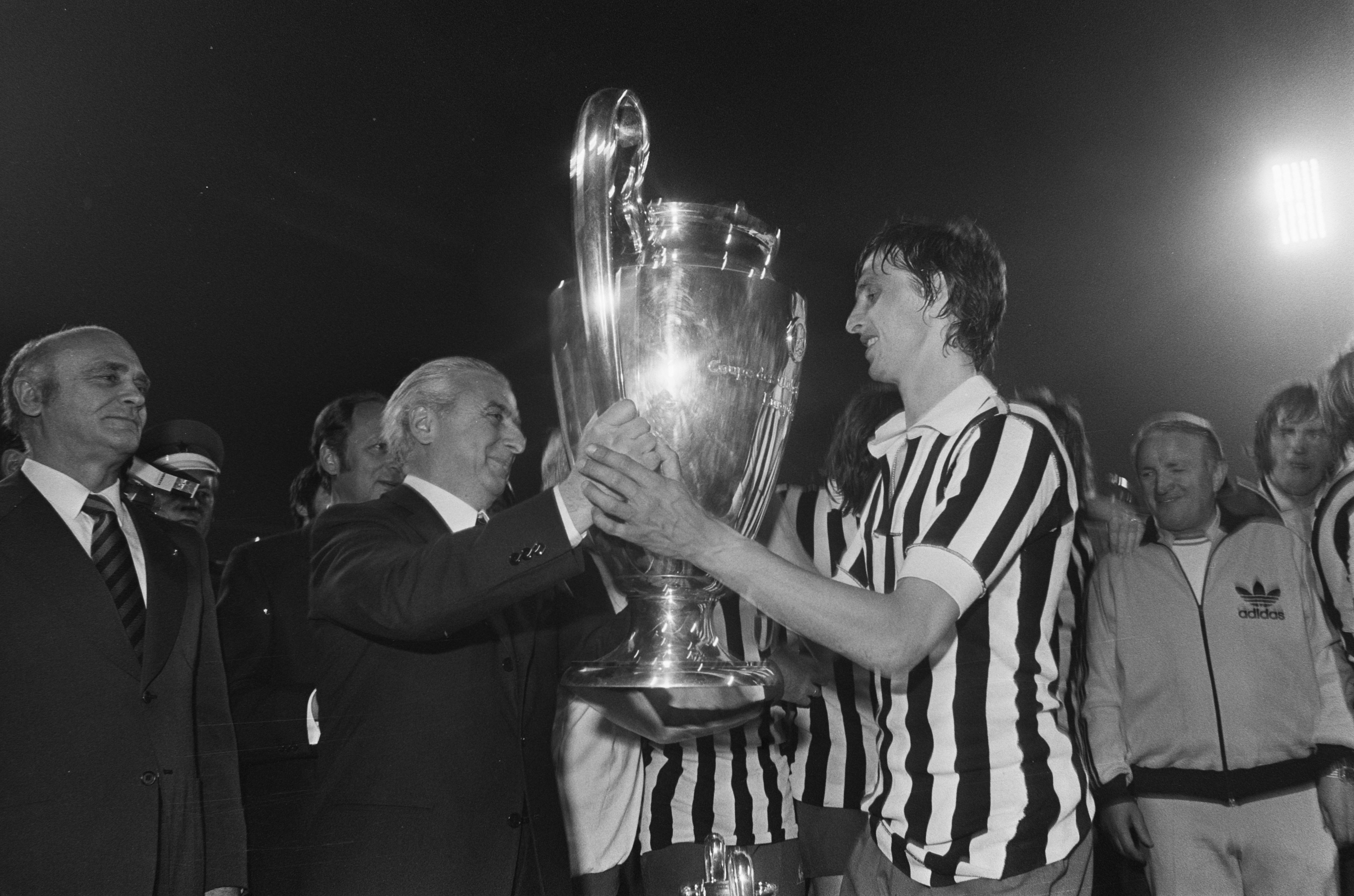
Йоган Кройф підіймає третій поспіль для «Аяксу» Кубок європейських чемпіонів, одягнений у футболку переможеного «Ювентуса». 30 травня 1973 року.

Однак, «тотальний футбол», який демонстрував «Аякс», запам'ятався на довгу пам'ять багатьом уболівальникам. «Аякс» став командою, чиї гравці допомогли національній збірній Нідерландів досягти фіналу чемпіонату світу 1974 року використовуючи той самий стиль «тотального футболу». Спад гри «Аякса» і програш збірної у фіналі чемпіонату світу проти ФРН, поклало кінець тієї славної ері, яку пізніше тренер «Аякса» Томислав Івич, назве ерою «Глорія Аякс».
Після періоду спаду, в 1976 році «Аякс» (який не ставав чемпіоном країни з 1973 році) очолив Томислав Івич. Після цього до «Аяксу» повернувся успіх і клуб виграв 5 чемпіонатів, і 4 Кубка Нідерландів. Але в європейських кубках «Аякс» виглядав не переконливо, так у 1978 році у чвертьфіналі Кубка чемпіонів «Аякс» був вибитий італійським «Ювентусом», а дійшовши до півфіналу 1980 року програв майбутнім переможцям турніру «Ноттінгем Форест». Після цього з 1980 по 1986 рік клуб не виходив у другий раунд розіграшу Кубка чемпіонів. Йоган Кройф повернувся в «Аякс» у 1981 році, у цей час у клубі було досить багато талановитих молодих гравців, як: Вім Кіфт, Джон ван 'т Схіп, Марко ван Бастен, Гералд Ваненбург, Єспер Ольсен і Франк Райкард.
Після конфлікту між президентом клубу, Гамсеном, і Кройфом, останньому довелося покинути клуб, але в 1985 року Кройф повернувся вже як головний тренер «Аякса». Тактика нападу та стиль всієї команди, створений Кройфом, чудово стало видно в першому ж сезоні, коли «Аякс» завершив сезон з 120 голами, з яких 37 були на рахунку нової зірки «Аякса» Марко ван Бастена.
Попри це «Аякс» двічі в 1985 і 1986 рокахставав другим у чемпіонаті, поступившись ПСВ. Попри це «Аякс» став переможцем Кубка володарів кубків УЄФА 1987 року, у фіналі перемігши клуб з НДР «Локомотив» з Лейпцига, і в наступному єврокубковому сезоні «Аякс» знову дійшов до фіналу, але поступився бельгійському «Мехелену».
Кройф покинув «Аякс» до другого фіналу Кубка УЄФА, в результаті у команди знизився показник у чемпіонаті Нідерландів. З великими зірками 80-х, такими як Марко ван Бастен (покинув клуб в 1987 році), «Аякс» все одно продовжував конкурувати у внутрішній першості з ПСВ, який виграв три чемпіонські титули поспіль (1986, 1987, 1988), а також став у 1988 році володарем Кубка чемпіонів.
У 1989 році, після інциденту в якому один з уболівальників «Аякса» кинув залізну банку у воротаря австрійського клубу «Аустрія» у матчі Кубка УЄФА в сезоні 1989/1990, клубу заборонили виступати в єврокубках у сезоні 1990/91. Під проводом Лео Бенгаккера, «Аякс» виграв чемпіонство сезону 1988/90 в боротьбі з ПСВ.

### Тренерство ван Гала (1991—1996)

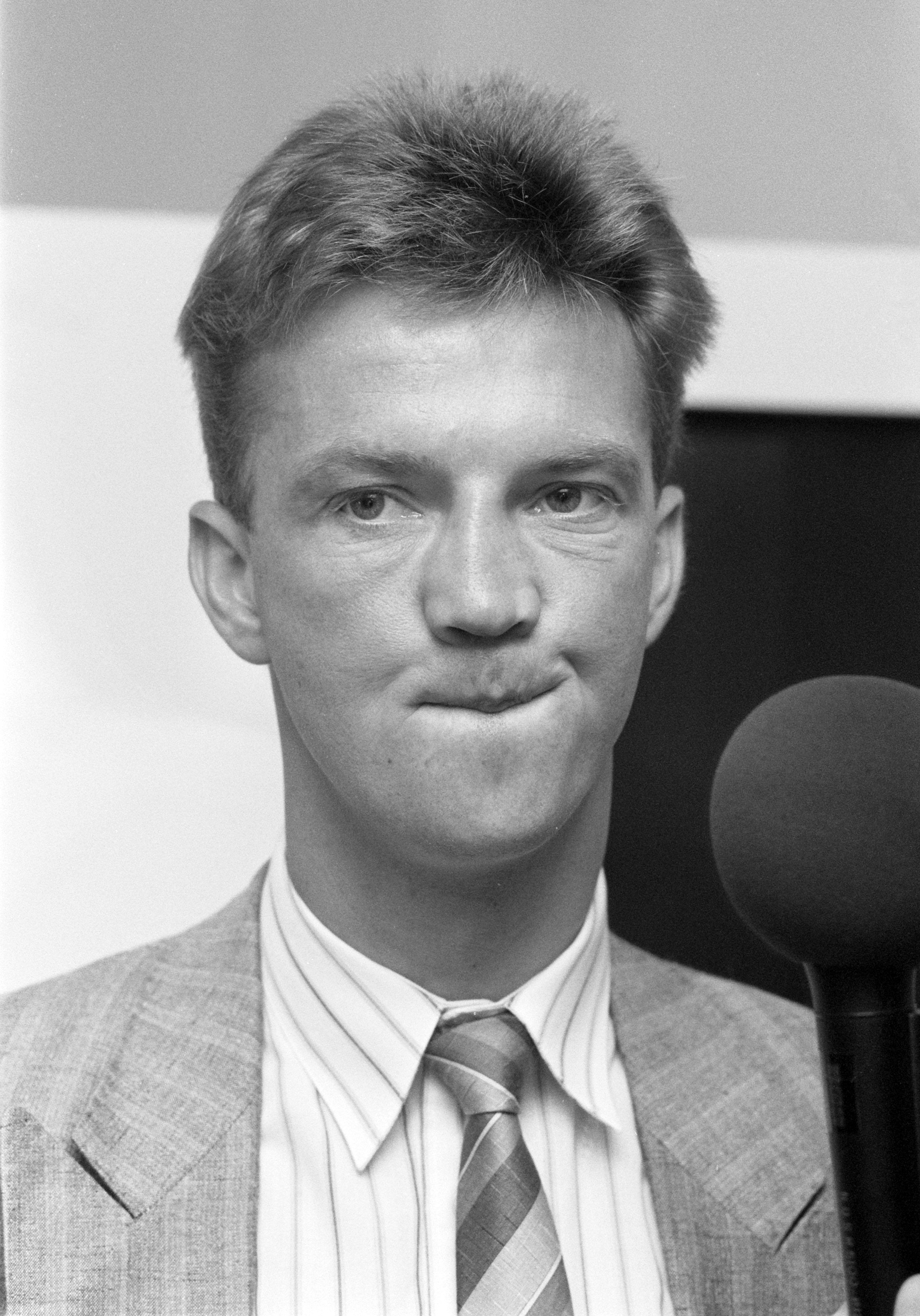
Луї ван Гал у 1988 році

Після від'їзду Лео Бенгаккера в мадридський «Реал» у 1991 році, головним тренером «Аякса» став Луї ван Гал, який до того був помічником Бенгаккера. Його робота справила сильне враження, він поміняв всю тактику гри команди, його зусилля (такі ж, як свого часу зробив Йоган Кройф) були винагороджені. У своєму першому ж сезоні він виграв Кубок УЄФА, здолавши у фіналі «Торіно». На шляху до фіналу відзначився своєю грою нападник Денніс Бергкамп, забивши 6 м'ячів. Пізніше Бергкамп став найкращим бомбардиром чемпіонату Нідерландів 1991 і 1992 років. Сезон 1990/91 і 1991/92 «Аякс» завершив на другому місці в чемпіонаті, поступившись тільки ПСВ. У 1992/93 «Аякс» опустився на третє місце, в останній раз це було в 1984 році. Але «Аякс» виграв Кубок Нідерландів.
У 1993 році, коли Бергкамп і Вім Йонк перейшли в італійський «Інтернаціонале», Ярі Літманену було дозволено взяти майку з номером 10, клуб також поповнили Фініді Джордж, та повернувся Франк Райкард, які чудово вписалися в бачення гри ван Гала.
Сезон 1994/95 став для «Аякса» поверненням європейського успіху після двох десятиліть. Клуб виграв національний чемпіонат без поразок, а також відсвяткував перемогу у Лізі чемпіонів. Це був останній сезон для Франка Райкаарда, в цьому ж сезоні проявив себе молодий 18-річний нападник Патрік Клюйверт. Саме Клюйверт, вийшовши на заміну у фіналі Ліги Чемпіонів, допоміг «Аяксу» перемогти італійський «Мілан». «Аякс» продовжував вигравати, у матчі за Міжконтинентальний кубок в серії пенальті був обіграний бразильський «Греміо». У наступному сезоні «Аякс» продовжував процвітати на європейському фронті, поступившись у фіналі Ліги Чемпіонів «Ювентусу» в серії пенальті.

### 1996—2010
Однак, у наступний період відбувся від'їзд головного тренера Луї ван Гала, а потім і масовий відхід багатьох ключових гравців. Кларенс Зеєдорф пішов в 1995 році, Едгар Давідс, Міхаел Райцігер, Джордж Фініді і Нванкво Кану у 1996 році, Патрік Клюйверт, Марк Овермарс і Вінстон Богард у 1997 році, Рональд і Франк де Бури в 1998 році та Едвін ван дер Сар і Ярі Літманен у 1999 році.
Місце головного тренера зайняв Мортен Ольсен, який залучив до лав «Аякса» капітана національної збірної Данії Мікаеля Лаудрупа. З новим тренером «Аякс» виграв чемпіонство і Кубок Нідерландів 1998 року. Але Ольсен не зміг замінити ключових гравців, і через розбіжності з братами де Бурами, був звільнений того ж року.
Після перемоги в Лізі чемпіонів 1995 року, «Аякс» щосили намагався повернути собі європейський успіх. У сезоні 2002/03 з головним тренером Рональдом Куманом, на чолі з капітаном Крістіаном Ківу, а також Рафаелом ван дер Вартом, Златаном Ібрагімовичем, Мідо і легендою «Аякса» Ярі Літманеном, що повернувся до клубу, команда відмінно виступила у Лізі чемпіонів 2002/03, дійшовши до чвертьфіналу турніру, але поступилася італійському «Мілану». У домашньому матчі на «Амстердам Арені» «Аякс» зіграв внічию 0:0, а на виїзді в Італії на стадіоні «Сан Сіро» команда Кумана поступилася на останніх хвилинах матчу з рахунком 3:2.
Ранній успіх нового тренера був недовгим, в 2005 році Куман пішов у відставку після поразки французькому «Осеру» з рахунком 3:1 в матчі 1/32 фіналу Кубка УЄФА 2004/05. Цій відставці передувала розбіжність Кумана з Луї ван Галом. Ван Гал стверджував, що Куман не здатен зосередити гру команди, і що він винен в тому що команда на початку 2005 року йшла лише на п'ятому місці в чемпіонаті. Колишній гравець «Аякса» Данні Блінд, який працював технічним тренером і радником клубу, не був досвідченим тренером, але все ж був представлений як новий головний тренер. Блінд відразу ж змінив тактику і розстановку команди. «Аякс» став грати по тактиці 4-4-2, він відкинув той стиль «тотального футболу» та схему 4-3-3, яка була візитною карткою «Аякса». Сезон ознаменувався від'їздом ключових гравців Рафаела ван дер Варта і Найджела де Йонга до «Гамбурга», в той час як шість інших: Хатем Трабелсі, Томаш Галасек, Ганс Вонк, Нурдін Бухарі, Стівен Пінаар і Максвелл, заявили що покинуть клуб в кінці сезону 2005/2006. Блінд був звільнений 10 травня 2006 року, пропрацювавши в клубі 422 дня.
Новим тренером став Генк тен Кате, який виграв Лігу чемпіонів і чемпіонат Іспанії у 2006 році, коли був помічником Франка Райкарда в «Барселоні». Тен Кате зробив ставку на молодих гравців, таких як Ян Вертонген, Ріделл Пупон і Робберт Схілдер, тоді як грецький нападник Ангелос Харістеас був проданий в «Феєнорд». «Аякс» вилетів з Ліги чемпіонів 2006/07, після програшу данському «Копенгагену» за сумою двох зустрічей 3:2. В результаті «Аяксу» довелося виступати в Кубку УЄФА. У першому раунді клуб обіграв норвезький «Старт» 2:5 в гостях і 4:0 у домашньому матчі. Пройшовши через групову стадію «Аяксу» в 1/16 фіналу потрапив на німецький «Вердер», в першому матчі «Аякс» програв 3:0, а у другому матчі в Амстердамі «Аякс» переміг 3:1, але це не допомогло клубу пройти далі — за сумою двох зустрічей 4:3 в 1/8 фіналу пройшов «Вердер».
Сезон 2006/07 для «Аякса» на чолі з тен Кате був не дуже вдалим, хоча клуб виграв Суперкубок Нідерландів у ПСВ з рахунком 3:1 і Кубок Нідерландів у АЗ, в серії після матчевих пенальті з рахунком 8:9, в основний час команди зіграли внічию 1:1. У чемпіонаті Нідерландів 2006/07 «Аякс» міг стати чемпіоном, але в кінцівці чемпіонату команда втратила 10-очкову перевагу над ПСВ і в підсумку посіла друге місце, ПСВ став чемпіоном завдяки різниці забитих і пропущених м'ячів, «Аякс» забив 84 голи, а пропустив 35, тоді як ПСВ забив 72 м'ячі, але пропустив менше, всього 25 м'ячів.
У сезоні 2007/08 «Аякс» продав двох найталановитіших своїх гравців: Раяна Бабеля за 17 млн євро в англійський «Ліверпуль» та Веслі Снейдера за 27 млн євро в іспанський «Реал Мадрид». З «Гронінгена» в «Аякс» перейшов Луїс Суарес, який повинен був замінити у клубі Бабеля. «Аякс» не зміг знайти заміну Снейдеру, оскілтки трансферне вікно вже закривалось. Проблема зі складом ускладнилася ще з травмою Едгара Давідса, який зламав ногу, це трохи ускладнило підготовку до кваліфікаційних матчів у Лізі чемпіонів Лізі чемпіонів 2007/08. Суперником стала чеська «Славія» з Праги. «Славія» змогла зробити невеликий подвиг, обігравши «Аякс» в Празі 2:1 і в Амстердамі з рахунком 1:0. Виліт з Ліги чемпіонів обрушив на «Аякс» критику з боку ЗМІ та вболівальників на головного тренера Генка тен Кате і ради директорів. Перемога 1:0 над ПСВ у матчі Суперкубка Нідерландів не змогла пом'якшити прикрої поразки від «Славії», що закрила дорогу в головний європейський кубковий турнір.
У внутрішній першості команда виступала краще, нападники «Аякса» Луїс Суарес і Клас-Ян Гунтелар відразу відзначилися великою кількістю забитих м'ячів. У єврокубках «Аякс» вилетів з розіграшу Кубка УЄФА, програвши в гостях хорватському «Динамо» із Загреба з рахунком 1:0, а в домашньому матчі поступився лише в додатковий час з рахунком 3:2.
Після такого європейського провалу, «Аякс» не міг пробитися в групову стадію Ліги чемпіонів протягом двох сезонів, головний тренер Генк тен Кате втратив повагу в клубі і вище керівництво «Аякса» вимагало звільнення тренера. 9 жовтня 2007 року він покинув клуб і перейшов в англійський «Челсі», ставши помічником Аврама Гранта. Новим головним тренером став Адрі Костер, який раніше тренував молодіжний склад «Аякса». 29 жовтня 2007 року капітан «Аякса» і один з лідерів Яп Стам оголосив про завершення своєї ігрової кар'єри. Чемпіонський титул Нідерландів 2007/08 завоював ПСВ, а в матчі за путівку в Лігу чемпіонів Лігу чемпіонів 2008/09 «Аякс» не зумів виграти на своєму полі у «Твенте», який за сумою двох зустрічей пройшов в головний європейський кубковий турнір.
Після чемпіонату Європи 2008 року колишній нападник «Аякса» Марко ван Бастен був призначений новим головним тренером клубу, змінивши на цьому посту Адрі Костера. Ще один екс-гравець «Аякса», Йоган Кройф, також збирався зайняти тренерську посаду в клубі, але після розбіжності з Ван Бастеном він відмовився від цієї ідеї. Після приходу Ван Бастена в клубі з'явилися кілька нових футболістів, таких як Ісмаїл Айссаті і Міралем Сулеймані, останній був придбаний у «Геренвена» за рекордну суму в € 16,25 млн. Капітаном команди Марко призначив нападника Класа-Яна Гунтелара.

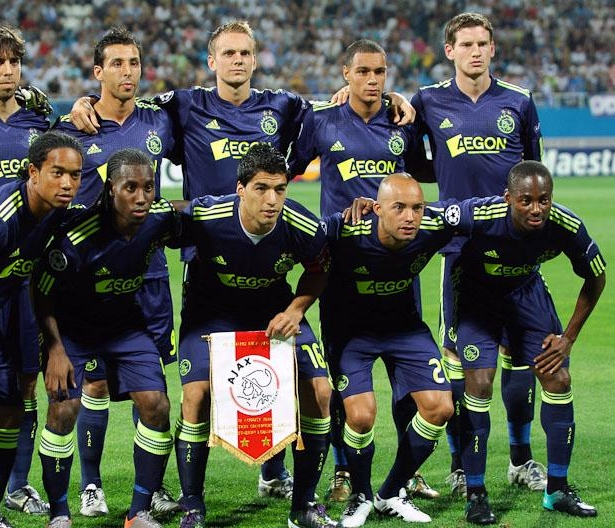
«Аякс» у 2010 році

30 серпня 2008 року, в першому матчі чемпіонату сезону 2008/09, в гостьовому матчі проти «Віллема II», «Аякс» програв з рахунком 2:1, однак поступово від туру до туру «Аякс» наблизився до першого місця, після 13 турів команда з 26 очками посідала друге місце після АЗ. На початку грудня 2008 року було оголошено про те, що «Аякс» і «Реал Мадрид» досягли угоди про трансфер нападника Класа-Яна Гунтелара, який став для «Аякса» справжнім лідером команди. 4 грудня Гунтелар був офіційно представлений як гравець «Реала», сума трансферу становила 20 млн євро.
26 травня 2009 року Мартін Йол був офіційно представлений як головний тренер «Аякса», з амстердамцями він уклав трирічний контракт. Незабаром команду покинув один з її лідерів, бельгійський захисник Томас Вермален, куплений англійським «Арсеналом» за 12 млн фунтів стерлінгів. Після цього навколо клубу з'явилося багато чуток щодо того, кого клуб придбає. У кінцевому підсумку «Аякс» уклав контракт з колишнім гравцем «Гамбурга», лівим захисником Тімоті Атуба. Команда також поповнилася голкіпером Єруном Верхувеном і півзахисником Демі де Зеувом, який був куплений в АЗ за 7 млн євро. На початку липня Йол призначив нового капітана команди, ним став уругвайський нападник Луіс Суарес. Після перших п'яти матчів чемпіонату «Аякс» зробив ще кілька придбань, в останній день трансферного вікна амстердамський клуб взяв в оренду бразильців Керлона та Зе Едуардо, а також абсолютно безкоштовно отримав сербського форварда Марко Пантелича.
7 травня 2010 року, розгромивши «Феєнорд» з рахунком 4:1, «Аякс» став володарем Кубка Нідерландів.

### Успіх Де Бура (2010-2016)
В грудні 2010 року після відходу Мартіна Йола виконувачем обов'язків головного тренера був призначений Франк де Бур. У першому сезоні під його керівництвом клуб виграв титул чемпіона країни, який став для «Аякса» тридцятим за всю історію. У сезоні 2011/12 амстердамці повторили минулорічний успіх, захистивши титул чемпіонів. Де Бур привів команду до чергового чемпіонства і в сезоні 2012/13. У сезоні 2013/14 «Аякс» вийшов у фінал Кубка Нідерландів, в якому поступився з розгромним рахунком 5:1 клубу «Зволле». У цьому ж сезоні клуб в четвертий раз поспіль виграв чемпіонат країни.

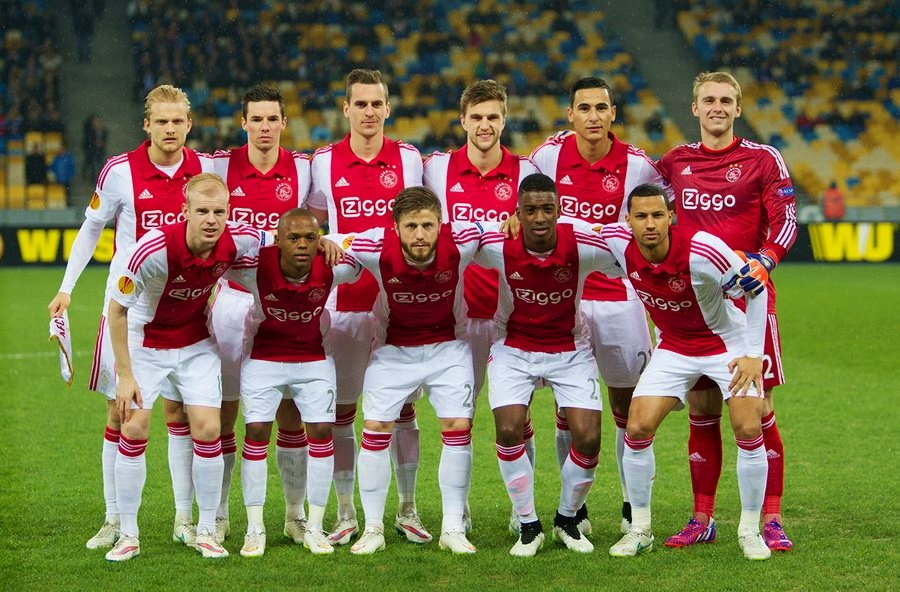
«Аякс» у 2015 році

Сезон 2014/15 «Аякс» закінчив на другому місці, поступившись одвічному супернику — ПСВ. У сезоні 2015/16 «Аякс» йшов до чемпіонського титулу і випереджав головного конкурента ПСВ на один бал перед останнім туром. Однак «Аякс» зіграв внічию з «Де Графсгапом», що боровся за виживання і упустив титул, після чого головний тренер клубу Франк де Бур подав у відставку.

### Наш час (2016—)
Новим тренером команди став Петер Бош, який в першому ж сезоні привів команду до фіналу Ліги Європи 2017 року, перший європейський фінал «Аяксу» за 21 рік. Втім вирішальний матч амстердамці програли «Манчестер Юнайтед» з рахунком 0:2. Після цього успіху Бош покинув команду для того аби очолити в дортмундську «Боруссію». Його змінив Марсель Кайзер.
Оскільки перемогти у фіналі Ліги Європи «Аяксу» не вдалося, так само як і виграти чемпіонат країни, ставши другими, тому в новому сезоні амстердамці стартували в Лізі чемпіонів з третього кваліфікаційного раунду, в якому відразу і вилетіли від «Ніцци» — Аякс двічі зіграв внічию, але вдома пропустив на гол більше, ніж на виїзді.
У плей-офф раунді кваліфікації Ліги Європи клуб потрапив на «Русенборг», і норвежці двічі здолали Аякс, позбавивши голландців єврокубків вже в серпні. А у грудні в 1/8 фіналу «Аякс» вилетів з Кубка країни, програвши по пенальті «Твенте», і це стало останньою краплею для керівництва, яке звільнило Марселя Кайзера.
21 грудня 2017 року клуб оголосив про призначення на пост головного тренер 47-річного Еріка тен Гага, який на той момент працював в Утрехті. На той момент команда йшла на другому місці з відставанням в 4 очки від ПСВ. Після приходу тен Гага мало що змінилося, і «Аякс» так і завершив сезон другим з відставанням в 4 очки.
Влітку 2018 року «Аякс» розлучився всього з одним важливим гравцем основи — Джастіном Клюйвертом, який пішов в «Рому». Натомість «Аякс» здійснив рекордний для клубу трансфер, повернувши вихованця Дейлі Блінда з «Манчестер Юнайтед». Також був придбаний 29-річний сербський хавбек Душан Тадич з «Саутгемптона», і 25-річний Закарія Лабіад з «Утрехта», з яким головний тренер був добре знайомий по спільній роботі.
Втім у чемпіонаті «Аякс» відразу ж зазнав втрат. У домашній грі «Божі сини» не зуміли обіграти «Гераклес» (1:1). Кращі справи команди виявились у Лізі чемпіонів 2018/19. Першим суперником «аяксидів» став австрійський «Штурм». У першому матчі на Йоган Кройф Арені «Аякс» здобув впевнену перемогу з рахунком 2:0. Через тиждень в Австрії була здобута ще одна перемога, 3:1, яка лише через прикрий автогол голкіпера Андре Онана не стала розгромною. Другим суперником клубу у кваліфікації став льєзький «Стандард». Перший виїзний матч «Аякс» почав з двох забитих голів, але в другій половині пропустив спочатку в середині тайму, а потім — на 4-й компенсованій хвилині з пенальті. Втім у домашній грі амстердамці не залишили шансів бельгійцям — 3:0 і вийшли в плей-оф кваліфікації, де вони за підсумком двох матчів обіграли київське «Динамо» — 3:1, 0:0. У сезоні 2018/19 «Аякс» став першим клубом, який пробився до півфіналу Ліги чемпіонів після трьох раундів кваліфікації.

## Клубні кольори, форма і емблема

### Форма
«Аякс» спочатку грав у формі чорного кольору, з червоним поясом, зав'язаним навколо талії гравців, але скоро уніформа була замінена на червоно-білу майку і чорні шорти. Червоний, чорний і білий — це кольори прапора Амстердама. Але коли клуб в 1911 році вперше вийшов до вищого дивізіону чемпіонату країни, «Аякс» був змушений змінити свої кольори, оскільки в «Спарти» з Роттердама вже був такий же комплект форми, колір якої відповідав формі «Аякса».

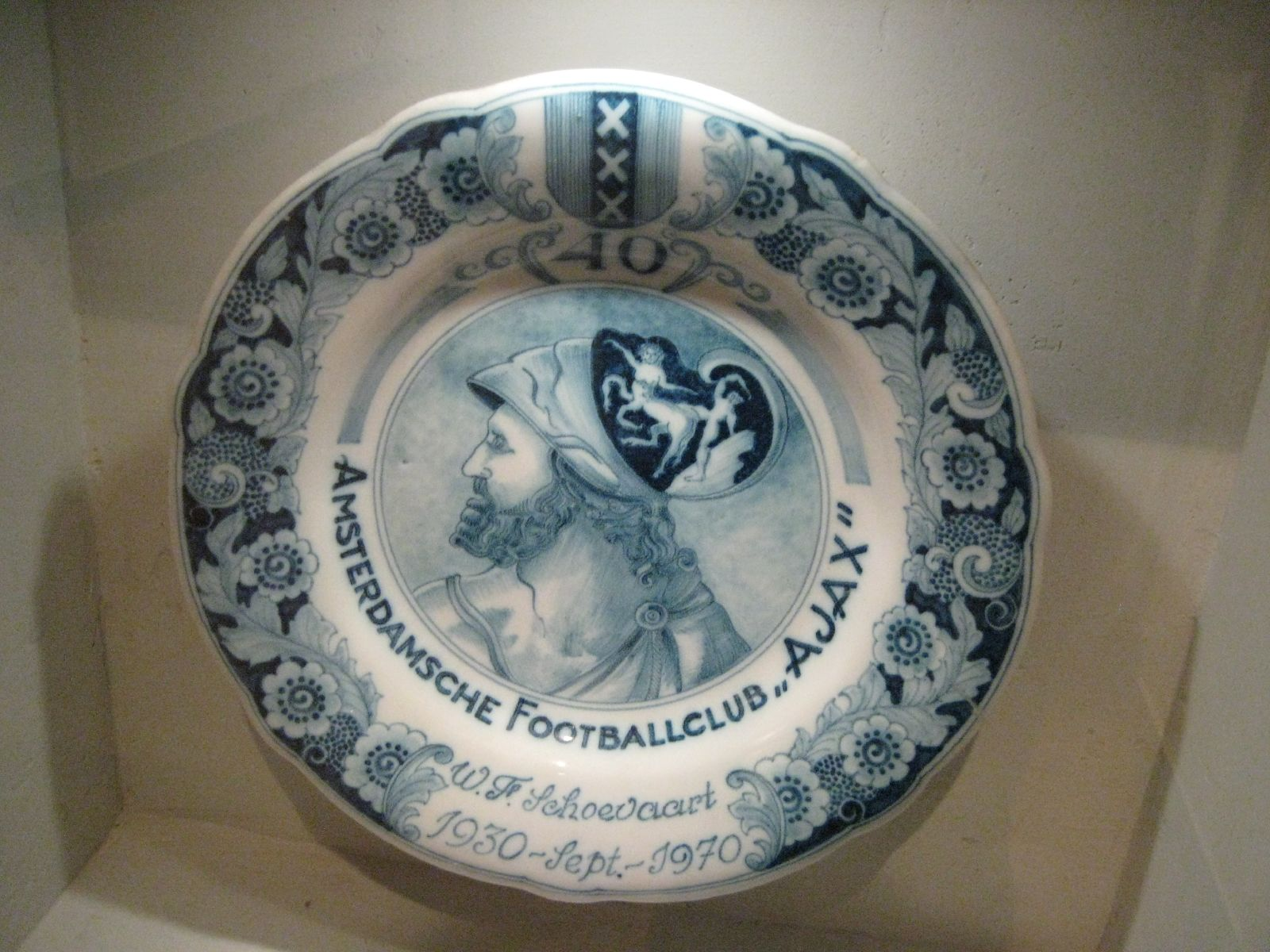
Зображення героя Аякса, яке було на емблемі клубу у 1928—1990 роках.

Згідно з футбольним інструкціяим асоціації, команди, що потрапили у вищий дивізіон зобов'язані поміняти кольори форми у випадку, якщо кольори форми ідентичні з кольорами клубу, який вже виступає у вищій лізі. «Аякс» вибрав білі шорти і білу майку, з вертикальною червоною смугою на грудях і на спині, який все ще є основною формою клубу.

### Емблема
У 1900 році, коли клуб був заснований, емблемою команди став малюнок гравця «Аякса», в червоно-білій сорочці і чорних трусах. 20 вересня 1928 року емблемою клубу стала голова грецького героя Аякса Великого, який у давньогрецькій міфології брав участь в облозі Трої.
Через 62 роки емблема клубу знову зазнала змін. 1 липня 1990 року звичний силует обличчя героя «Аякса» перетворився на одинадцять чорних ліній, які все одно відображали силует героя Аякса. Ці 11 ліній стали відображати у символічній формі одинадцять гравців футбольної команди.

## Стадіон
Основні статті: Гет Гаутен, Де Меєр, Олімпійський, Йоган Кройф Арена

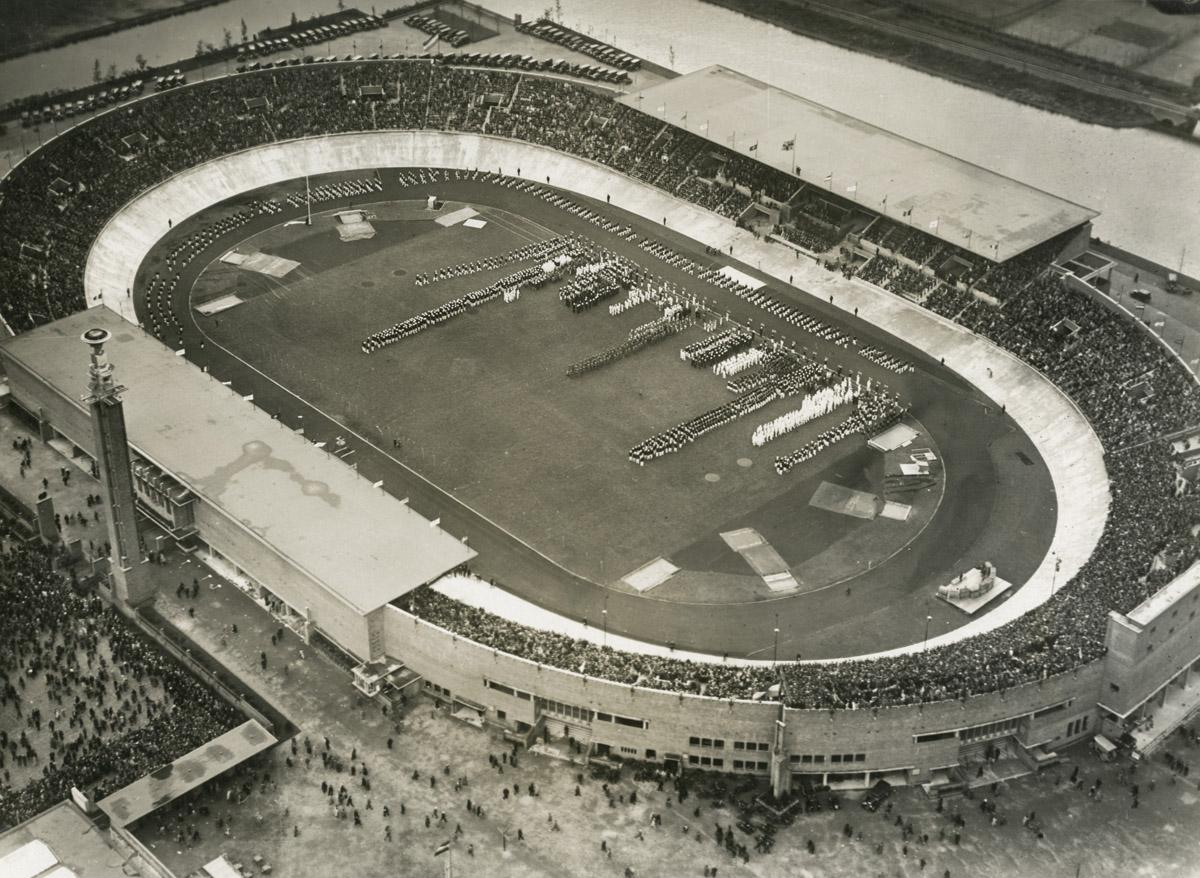
Олімпійський стадіон у 1928 році.

Перший справжній стадіон «Аякса», який мав трибуни, був побудований з дерева в 1911 році і називався «Гет Гаутен». Пізніше клуб виступав на стадіоні, побудованому до літніх Олімпійських ігор 1928 року, що повинні були пройти в Амстердамі. Цей стадіон, який спроєктував архітектор Ян Вілс, отримав назву «Олімпійський стадіон».
У 1934 році «Аякс» перебрався на «Де Меєр» у східному Амстердамі, на якому виступав аж до 1996 році. Великі європейські зустрічі клуб все ж проводив на Олімпійському стадіоні, місткість якого була більше.
У 1996 році «Аякс» переїхав на власний новий стадіон у південно-східній частині міста, названий «Амстердам АренА», будівництво якого обійшлося в $ 134 млн. Стадіон вміщує 53 тис. чоловік, середня відвідуваність домашніх матчів «Аякса» в сезоні 2004/05 склала 48 тис. осіб. Арена має розсувний дах і є одним з найсучасніших стадіонів у Європі. Втім, через дах (навіть в розсунутому стані) всередині стадіону спостерігається брак сонячного світла і вентиляції, через що істотно гіршає якість поля. Старий стадіон «Де Мер» пізніше був знесений, а на його місці з'явився житловий квартал.
У зв'язку зі смертю Йогана Кройфа 2018 року стадіон було перейменовано в «Йоган Кройф Арена».

## Вболівальники та прихильники
Перше домашнє поле «Аякса» розташовувалося в районі під назвою Бейкслотергам на півночі Амстердама, де на початку XX століття селилися євреї. Звідси і бере коріння відоме прізвисько команди.
Шанувальники «Аякса» розвинули традицію використовувати єврейські та ізраїльські символи, бажаючи висловити свою відданість клубу. У «Аяксі» в різний час грали футболісти з єврейськими коренями, зокрема, такі гравці, як Джонні Руг, Шак Сварт, Бенні Мюллер, а також президент клубу Яп ван Праг. Один з гравців «Аякса» 20-х років Едді Гемел, який мав єврейське походження, загинув у Освенцимі у квітні 1943 року.

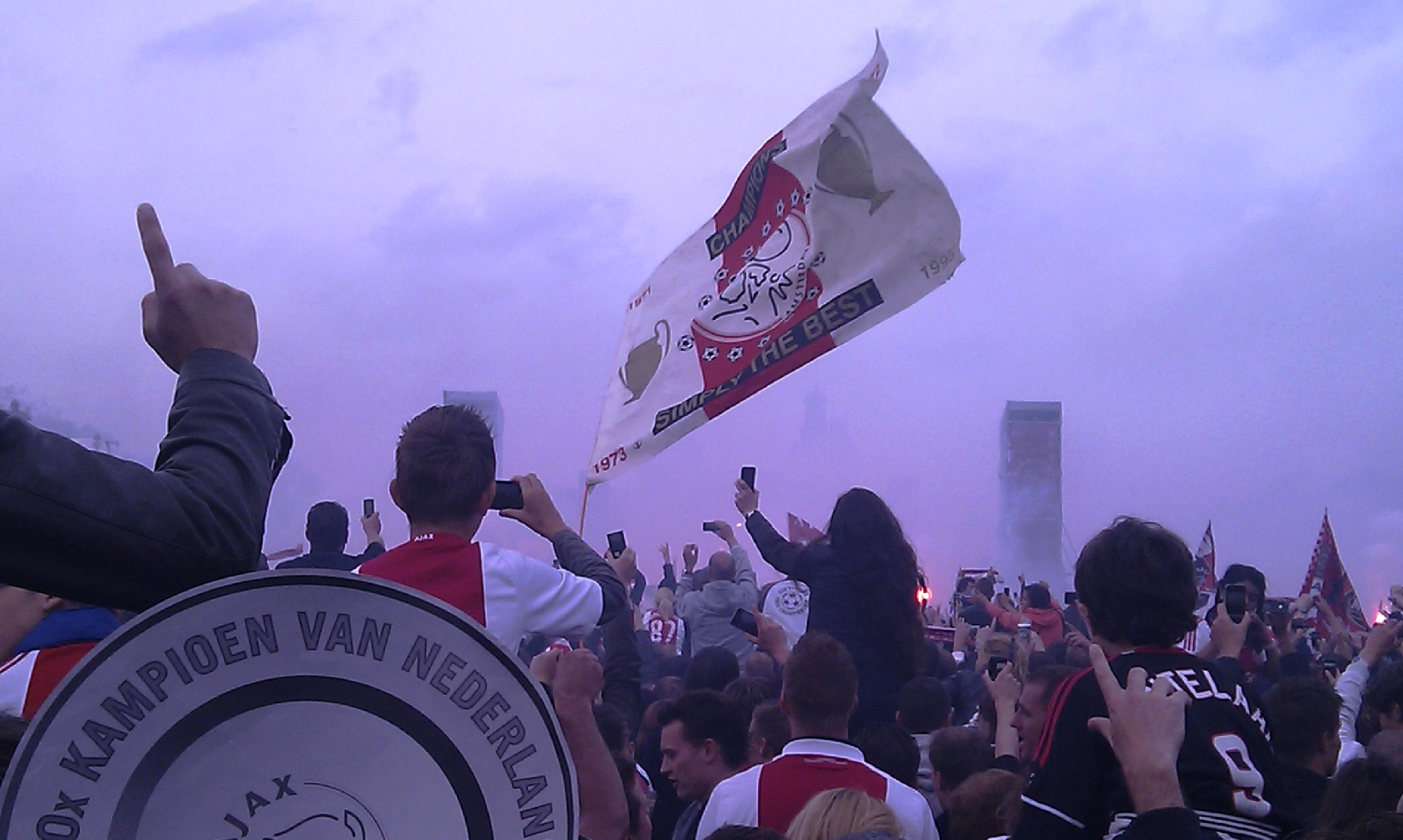
Вболівальники «Аяксу» святкують 30-те чемпіонство клубу 2011 році.

Фанати «Аякса» регулярно використовують прапори із зображенням Зірки Давида і кричать під час матчів: «Євреї! Євреї!». Шанувальники клубу називають себе «Євреями». Перед Другою світовою війною в Амстердамі і в цілому в Нідерландах проживало багато євреїв, більшість з них було вбито нацистами. Проте нині[коли?] в клубі немає гравців з єврейськими коренями, останнім таким гравцем був Даніель де Ріддер.
Противники клубу вигукують антисемітські і расистські гасла щодо «Аякса». «Хамас, Хамас, євреї — у газ» — одне з небагатьох скандувань, які звучали на стадіоні. З іншого боку, прихильники «Аякса», нагадуючи про нацистське бомбардування Роттердама, під час святкування перемоги в Кубку Нідерландів над «Феєнордом» заспівали пісню зі словами: «Коли настане весна, ми кинемо бомби на Роттердам».

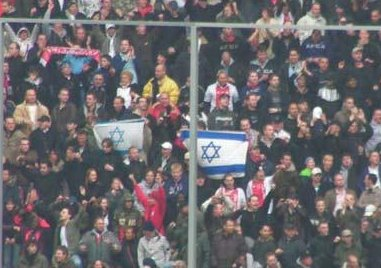
Вболівальники «Аяксу» з ізраїльськими прапорами у 2008 році.

Вболівальники «Аякса» пишаються тим, що використовують ізраїльські символи, показуючи таким чином свою підтримку по відношенню до євреїв. Знак Давида характеризується ними як «знак протистояння».
Нідерландська влада докладала зусилля по усуненню єврейської символіки зі стадіонів, які підтримують «Аякс», намагаючись зменшити таким чином антисемітські інциденти. Голова європейського Правління єврейських представників підтримав уболівальників «Аякса», заявивши, що антисемітизм у Європі можна зменшити, якщо дедалі більше неєвреїв будуть адекватно ставитися до єврейської культури. Мер Амстердама Йоб Коген, що мав єврейське походження, також висловлював уболівальникам «Аякса» свою підтримку.
Подібна єврейська спадщина існує в англійській Прем'єр-лізі у клубу «Тоттенгем Готспур». Інший клуб, який проявляє пильну увагу до своїх єврейських коренів — це польський клуб «Краковія». Шанувальники клубу пам'ятають про те, що в роки Другої світової війни нацисти вбили сотні тисяч польських євреїв. Втім саме «Аякс» має найбільшу «єврейську» історію і зокрема у Австралії, у штаті Вікторія, існує клуб Любителів «Аякса», який є єврейським клубом, в якому адміністратори і більшість гравців клубу євреї, а емблемою служить «Зірка Давида». Кольори форми в ньому такі ж, як і у амстердамського «Аякса».

### Суперництво з іншими клубами
В останні роки за чемпіонський титул «Аякс» змагався з ПСВ, однак його головним принциповим суперником був «Феєнорд». Саме протистояння цих двох клубів, і двох найбільших міст: Амстердам і Роттердам, які дуже відрізняються один від одного. Амстердам — це історичне і туристичне місто, фінансова столиця країни. Крім того місто рясніє творчим потенціалом. Роттердам — це портове, суто ділове і індустріальне місто.
Протистояння цих клубів у 1997 році призвело до зіткнення уболівальників у місті Бевервейк, в якому був убитий фанат «Аякса» Карло Пікорні. «Аякс» історично найуспішніший і найпопулярний клуб в Нідерландах. У той же самий час «Аякс» — також найненависніший клуб для уболівальників інших клубів, успіх і з тим ставленням, яке часто імпонують до «Аяксу», виявило негативне ставлення серед клубів чемпіонату Нідерландів. Серед прямих конкурентів «Аякса» також фігурують «Утрехт», «АДО Ден Гаг», «Гронінген» та «Твенте».

## Фінанси

### АТ АФК Аякс
«Аякс» є першим футбольним клубом в Нідерландах, який виклав свої акції у біржовий список. Вихід акцій на фондову біржу відбувся 11 травня 1998 року. Ціна однієї акції становила 25 гульденів, таким чином, загальна сума акцій клубу склала 120 млн гульденів. Однак, після невеликого відновлення, ціна на акцію впала до 3,5 євро. Основні критичні зауваження зводилися до того, що правова основа у вигляді акціонерного товариства не підходила для футбольного клубу. Вболівальники були стурбовані тим, що спортивні інтереси клубу будуть змагатися з економічними. 2008 року комітет клубу очолюваний Юрі Коронелом зробив висновок, що лістинг не має ніякої цінності для клубу, і, таким чином, клуб повинен пройти процедуру делістингу акцій. Тим не менш своє бажання викупити акції клуб так і не здійснив. Станом на 1 липня 2014 року одна акція клубу коштувала 9.45 євро.

### Спонсори і партнери
Першим великим спонсором, чия назва вперше з'явилася на футболках «Аякса», стала японська компанія TDK, що займається виробництвом електронних компонентів і засобів масової інформації. Трирічний контракт з компанією був укладений 1 липня 1982 року; «Аякс» став першим клубом в Нідерландах, що розмістив на своїй формі назву спонсора. 1991 року у «Аякса» змінився титульний спонсор, ним став найбільший банк Нідерландів ABN AMRO. Протягом 17 років назва банку розташовувалося на формі клубу, та лише 1 квітня 2007 року футболісти «Аякса» єдиний раз з'явилися у формі з написом «Florius», назвою банківської програми ABN AMRO.
1 липня 2008 року клуб з Амстердама уклав шестирічну спонсорську угоду зі страховою компанією AEGON, чий головний офіс знаходиться в Гаазі. Назва компанії на формі клубу розташовувалося до кінця сезону 2013/14. У вересні 2014 року «Аякс» уклав спонсорську угоду з компанією Ziggo, найбільшим кабельним оператором в країні. Підписана угода розрахована на 4,5 року і почала діяти з 1 січня 2015 року.

## Склад команди
Станом на 29 квітня 2025
| №  | Поз. | Нац.       | Гравець                     |
| -- | ---- | ---------- | --------------------------- |
| 2  | ЗХ   | Бразилія   | Лукас Роса                  |
| 3  | ЗХ   | Данія      | Антон Гааї                  |
| 4  | ЗХ   | Нідерланди | Джоррел Гато                |
| 5  | ЗХ   | Нідерланди | Овен Вейндал                |
| 6  | ПЗ   | Англія     | Джордан Гендерсон (капітан) |
| 8  | ПЗ   | Нідерланди | Кеннет Тейлор               |
| 9  | НП   | Нідерланди | Браян Броббі                |
| 11 | ПЗ   | Бельгія    | Міка Годтс                  |
| 12 | ВР   | Нідерланди | Джей Гортер                 |
| 13 | ЗХ   | Туреччина  | Ахметджан Каплан            |
| 15 | ЗХ   | Нідерланди | Юрі Бас                     |
| 16 | ВР   | Бразилія   | Матеус                      |
| 17 | ПЗ   | Норвегія   | Олівер Едвардсен            |

| №  | Поз. | Нац.         | Гравець              |
| -- | ---- | ------------ | -------------------- |
| 18 | ПЗ   | Нідерланди   | Деві Классен         |
| 20 | ПЗ   | Буркіна-Фасо | Бертран Траоре       |
| 21 | ПЗ   | Нідерланди   | Бранко ван ден Бомен |
| 22 | ВР   | Нідерланди   | Ремко Пасвер         |
| 23 | ПЗ   | Нідерланди   | Стевен Бергейс       |
| 24 | ЗХ   | Італія       | Даніеле Ругані       |
| 25 | НП   | Нідерланди   | Ваут Веггорст        |
| 28 | ПЗ   | Нідерланди   | Кіан Фітц-Джім       |
| 29 | ПЗ   | Данія        | Крістіан Расмуссен   |
| 31 | ПЗ   | Бельгія      | Йорті Мокіо          |
| 36 | ЗХ   | Нідерланди   | Діс Янсе             |
| 37 | ЗХ   | Хорватія     | Йосип Шутало         |
| 44 | ПЗ   | Нідерланди   | Юрі Регер            |

## Тренерський штаб
Станом на 4 серпня 2018
| Посада           | Ім'я           |
| ---------------- | -------------- |
| Головний тренер  | Ерік тен Гаґ   |
| Тренер-асистент  | Алфред Схредер |
| Тренер-асистент  | Арон Вінтер    |
| Тренер-асистент  | Ріхард Вітсґе  |
| Тренер воротарів | Карло Л'Амі    |
| Тренер-асистент  | Бйорн Рекелгоф |

## Резервісти і Академія
«Аякс» відомий своєю академією та молодіжною програмою підготовки футболістів. Один з найуспішніших вихованців клубу — Йоган Кройф, що пройшов від гравця юнацької команди до футболіста світового масштабу. У «Аякс» є широка система пошуку талантів, у ПАР з «Аяксом» співпрацює однойменний клуб з Кейптауна, у Греції в 2011 році була відкрита ціла система шкіл і академій «Аякса». В США також був клуб, який співпрацював з амстердамців, «Аякс Орландо Проспектс», але він збанкрутував. Деякі гравці з кейптаунського «Аякса» поповнили склад «Аякса»: Стівен Пінаар, Арон Мокоєна, Ейонг Ено і Тюлані Сереро. В даний час, клуб співпрацює з командою «Алмере Сіті» та Китайською футбольною асоціацією, раніше партнерські відносини були з «Гарлемом» та «Волендамом».
У 1995 році команда, зібрана з своїх вихованців, виграла Лігу чемпіонів, збірна Нідерландів того часу також значною мірою була зібрана з вихованців «Аякса»: воротаря Едвіна ван дер Сара, захисників Мікаеля Райцигера, Франка де Бура і Данні Блінда, півзахисників Рональда де Бура, Едгара Давідса і Кларенса Зеєдорфа, нападників Патріка Клюйверта та Марка Овермарса.
У сезоні 2013/14 під керівництвом Алфонса Грунендейка резервний склад «Йонг Аякс» вперше брав участь у Еерстедивізі і зайняв 14-е місце.

## Досягнення

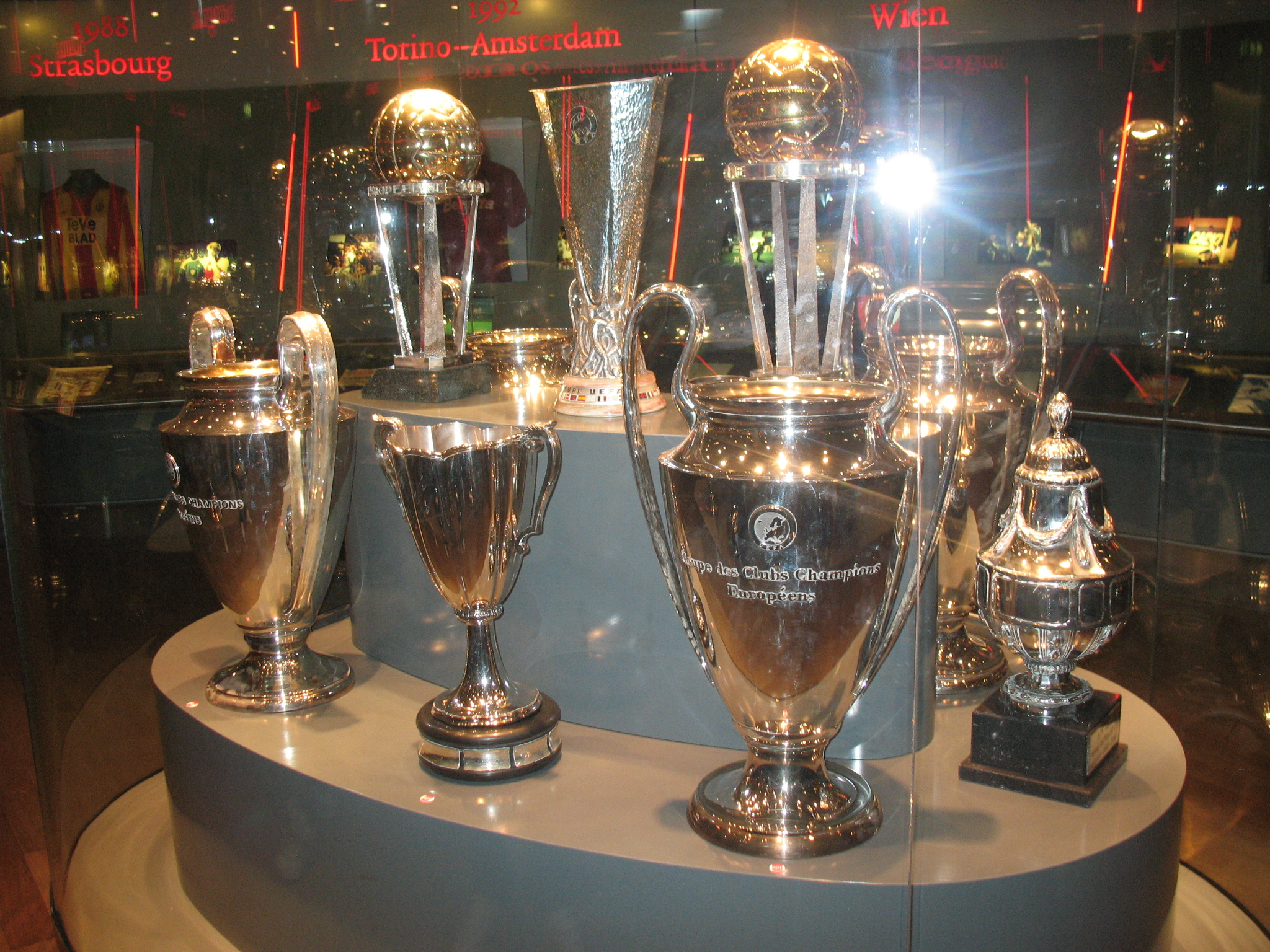
Міжнародні трофеї в музеї «Аякса»:
Верхній ряд: Міжконтинентальний кубок — Кубок УЄФА — Міжконтинентальний кубок
Нижній ряд: Кубок європейських чемпіонів — Кубок володарів кубків УЄФА — Кубок європейських чемпіонів

### Національні
- Чемпіонат Нідерландів
  -  Чемпіон (36): 1918, 1919, 1931, 1932, 1934, 1937, 1939, 1947, 1957, 1960, 1966, 1967, 1968, 1970, 1972, 1973, 1977, 1979, 1980, 1982, 1983, 1985, 1990, 1994, 1995, 1996, 1998, 2002, 2004, 2011, 2012, 2013, 2014, 2019, 2021, 2022
  -  Срібний призер (26): 1928, 1930, 1936, 1946, 1961, 1963, 1969, 1971, 1978, 1981, 1986, 1987, 1988, 1989, 1991, 1992, 2003, 2005, 2007, 2008, 2010, 2015, 2016, 2017, 2018, 2025
- Кубок Нідерландів
  -  Володар (20): 1917, 1943, 1961, 1967, 1970, 1971, 1972, 1979, 1983, 1986, 1987, 1993, 1998, 1999, 2002, 2006, 2007, 2010, 2019, 2021
  -  Фіналіст (7): 1968, 1978, 1980, 1981, 2011, 2014, 2022, 2023
- Суперкубок Нідерландів
  -  Володар (9): 1993, 1994, 1995, 2002, 2005, 2006, 2007, 2013, 2019
  -  Фіналіст (10): 1996, 1998, 1999, 2004, 2010, 2011, 2012, 2014, 2021, 2022

### Міжнародні
- Кубок європейських чемпіонів / Ліга чемпіонів
  -  Володар (4): 1971, 1972, 1973, 1995
  -  Фіналіст (2): 1969, 1996
- Суперкубок УЄФА
  -  Володар (3): 1972[85], 1973, 1995
  -  Фіналіст (1): 1987
- Кубок УЄФА / Ліга Європи
  -  Володар (1): 1991/92
  -  Фіналіст (1): 2016/17
- Кубок володарів кубків
  -  Володар (1): 1986/87
  -  Фіналіст (1): 1987/88
- Міжконтинентальний кубок
  -  Володар (2): 1972, 1995
- Кубок Інтертото
  -  Володар (1): 1962

## Відомі гравці
| 1910–1920 - Ян ван Дорт (ПЗ) - Тео Брокманн (НП) 1920–1930 - Ян де Натрис (ПЗ) - Вім Андерінсен (ПЗ) - Вім Волкерс (НП) 1930–1940 - Герріт Фішер (НП) - Піт ван Ренен (НП) 1940–1950 - Ге ван Дейк (НП) - Гус Драгер (ПЗ) - Тео Брокманн мол. (НП) 1950–1960 - Рінус Міхелс (НП) 1960–1970 - Бенні Мюллер (ПЗ) - Кес Грот (НП) - Генк Грот (НП) - Йоган Кройф (ПЗ) | 1960–1970 (продовження) - Клас Нюнінга (НП) - Піт Кейзер (НП) - Шак Сварт (НП) - Велібор Васович (ЗХ) - Вім Сюрбір (ЗХ) 1970–1980 - Баррі Хюльсхофф (ЗХ) - Дік Схунакер (ПЗ) - Франк Арнесен (ПЗ) - Йоган Нескенс (ПЗ) - Джонні Реп (НП) - Руд Гелс (НП) - Руд Крол (ЗХ) - Серен Лербю (ПЗ) - Тшен Ла Лінг (НП) 1980–1990 - Данні Блінд (ЗХ) - Франк Райкард (ПЗ) - Гералд Ваненбург (НП) - Марко ван Бастен (НП) - Роналд Куман (ПЗ) | 1990–2000 - Кларенс Зеєдорф (ПЗ) - Едгар Давідс (ПЗ) - Едвін ван дер Сар (ВР) - Денніс Бергкамп (НП) - Франк де Бур (ЗХ) - Ярі Літманен (ПЗ) - Марк Овермарс (НП) - Міхаел Рейзігер (ЗХ) - Патрік Клюйверт (НП) - Шота Арвеладзе (НП) - Браян Лаудруп (НП) 2000–2010 - Яп Стам (ЗХ) - Клас-Ян Гунтелар (НП) - Луїс Суарес (НП) - Рафаел ван дер Варт (ПЗ) - Златан Ібрагімович (НП) - Веслі Снейдер (ПЗ) 2010–2020 - Яспер Сіллессен (ВР) - Маттейс де Лігт (ЗХ) |

## Відомі президенти
| - Флоріс Стемпел (1900–08) - Кріс Хольст (1908–10) - Хан Даде (1910–12) - Кріс Хольст (1912–13) - Віллем Егеман (1913–25) | - Франц Шоеварт (1925–32) - Маріус Колхас (1932–56) - Вім Волкерс (1956–58) - Ян Мельхерс (1958–64) - Яп ван Праг (1964–78) | - Тон Хармсен (1978–88) - Міхаель ван Праг (1989–03) - Джон Якке (2003–08) - Урі Коронел (2008–11) - Генні Генріхс (2011–) |

## Тренери
| - Джек Кірвен (1910–15) - Джек Рейнолдс (1915–25) - Гарольд Роус (1925–26) - Сід Кестл (1926–28) - Джек Рейнолдс (1928–40) - Вілмош Гальперн (1940–41) - Вім Волкерс (1941–42) - Дольф ван Кол (1942–45) - Джек Рейнолдс (1945–47) - Роберт Сміт (1947–48) - Волтер Крук (1948–50) - Роберт Томсон (1950–53) - Волтер Крук (1953–54) - Карл Гуменбергер (1954–59) - Вік Бакінгем (1959–61) - Кейт Спургеон (1961–62) - Йозеф Грубер (1962–63) - Джек Роулі (1963–64) | - Вік Бакінгем (1964–65) - Рінус Міхелс (1965–71) - Штефан Ковач (1971–73) - Георг Кнобел (1973–74) - Боббі Гармс (1974) - Ганс Край (1974–75) - Рінус Міхелс (1975–76) - Томислав Івич (1976–78) - Кор Бром (1978–79) - Лео Бенгаккер (1979–81) - Курт Ліндер (1981–82) - Ад де Мос (1982–85) - Йоган Кройф (1985–88) - Курт Ліндер (1988) - Антуан Кон, Бобі Гармс та Барі Гюльсхофф (1988–89, в.о.) - Лео Бенгаккер (1989–91) - Луї ван Гал (1991–97) - Мортен Ольсен (1997–99) | - Ян Ваутерс (1999–00) - Ганс Вестергоф (2000, в.о.) - Ко Адріансе (2000–01) - Роналд Куман (2001–05) - Руд Крол (2005, в.о.) - Данні Блінд (2005–06) - Генк тен Кате (2006–07) - Андрі Костер (2007–08, в.о.) - Марко ван Бастен (2008–09) - Джон ван'т Сгіп (2009, в.о.) - Мартін Йол (2009–10) - Франк де Бур (2010–16) - Петер Бош (2016–2017) - Марсел Кейзер (2017) - Майкл Рейзігер (2017, в.о.) - Ерік тен Гаг (2018–2022) - Альфред Схредер (2022–2023) - Джон Гейтінга (2023–) |